# Palazzo Pretorio (Palermo)

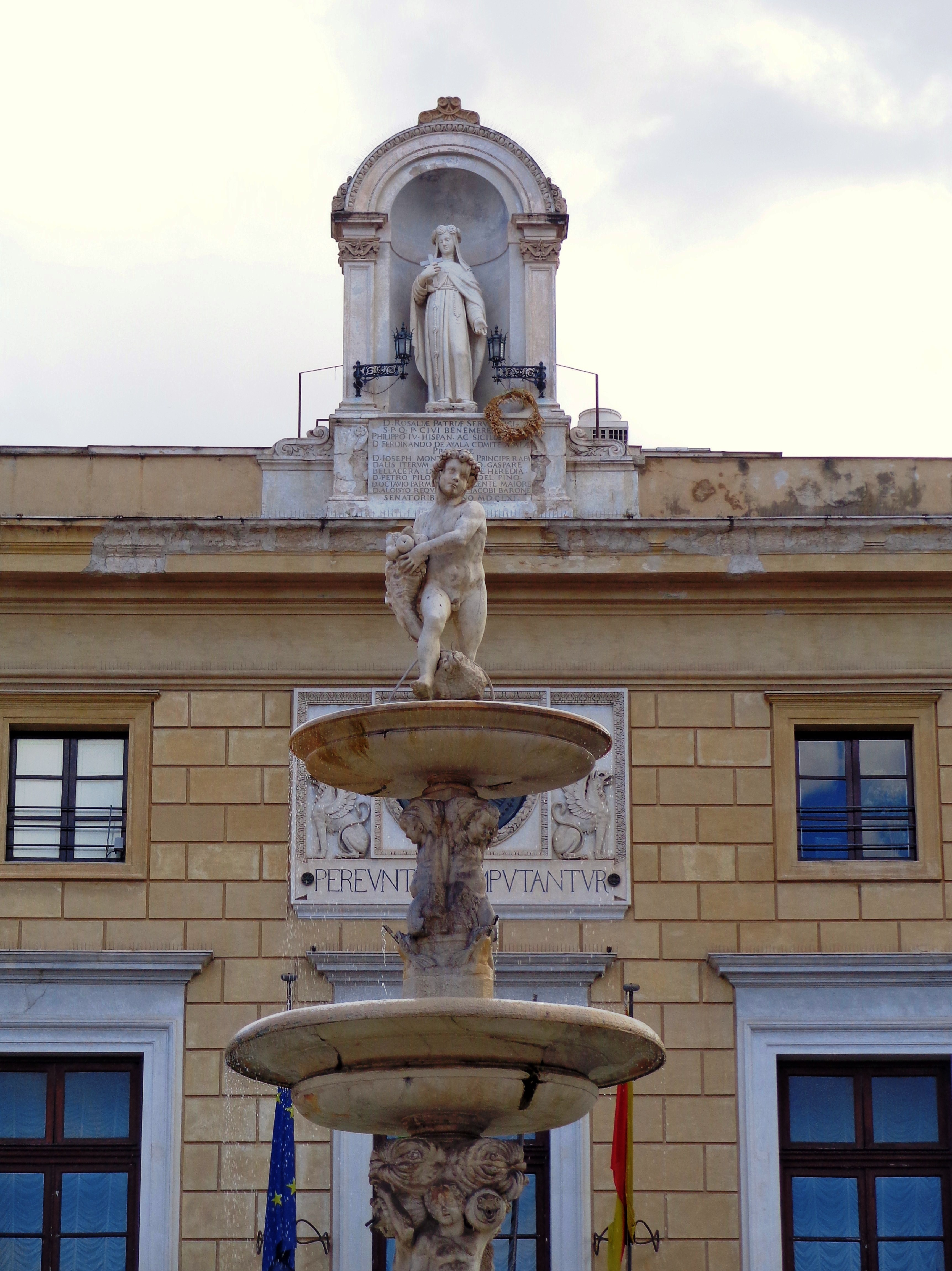
Santa Rosalia, Orologio e Genietto della Fontana Pretoria.

Il prospetto settentrionale visto dal varco sul Cassaro.

Il Palazzo Pretorio, noto anche come Palazzo delle Aquile (già denominato Palazzo Senatorio o Palazzo di Città), si trova in piazza Pretoria, sul confine del quartiere Kalsa, vicino ai Quattro Canti.
È la sede di rappresentanza del Comune di Palermo.

## Storia

### Epoca aragonese
In epoca aragonese il titolo di pretore equivaleva a quello di bajulo. Nel 1322 il sovrano Federico III riconosce la necessità di erigere una sede idonea destinata alle assemblee cittadine, esigenza supplita con riunioni in luoghi di culto (Chiesa di San Francesco d'Assisi).
Sorto nell'attuale sede nel XIV secolo secondo alcune fonti ad opera di Federico II d'Aragona, intorno alla fine del Quattrocento venne interamente ricostruito per iniziativa del pretore Pietro Speciale, signore di Alcamo e di Calatafimi, sotto la direzione dei lavori di Giacomo Benfante, secondo la tesi di Giovanni Meli i lavori iniziarono nel 1470 e si conclusero nel 1478.

### Epoca spagnola

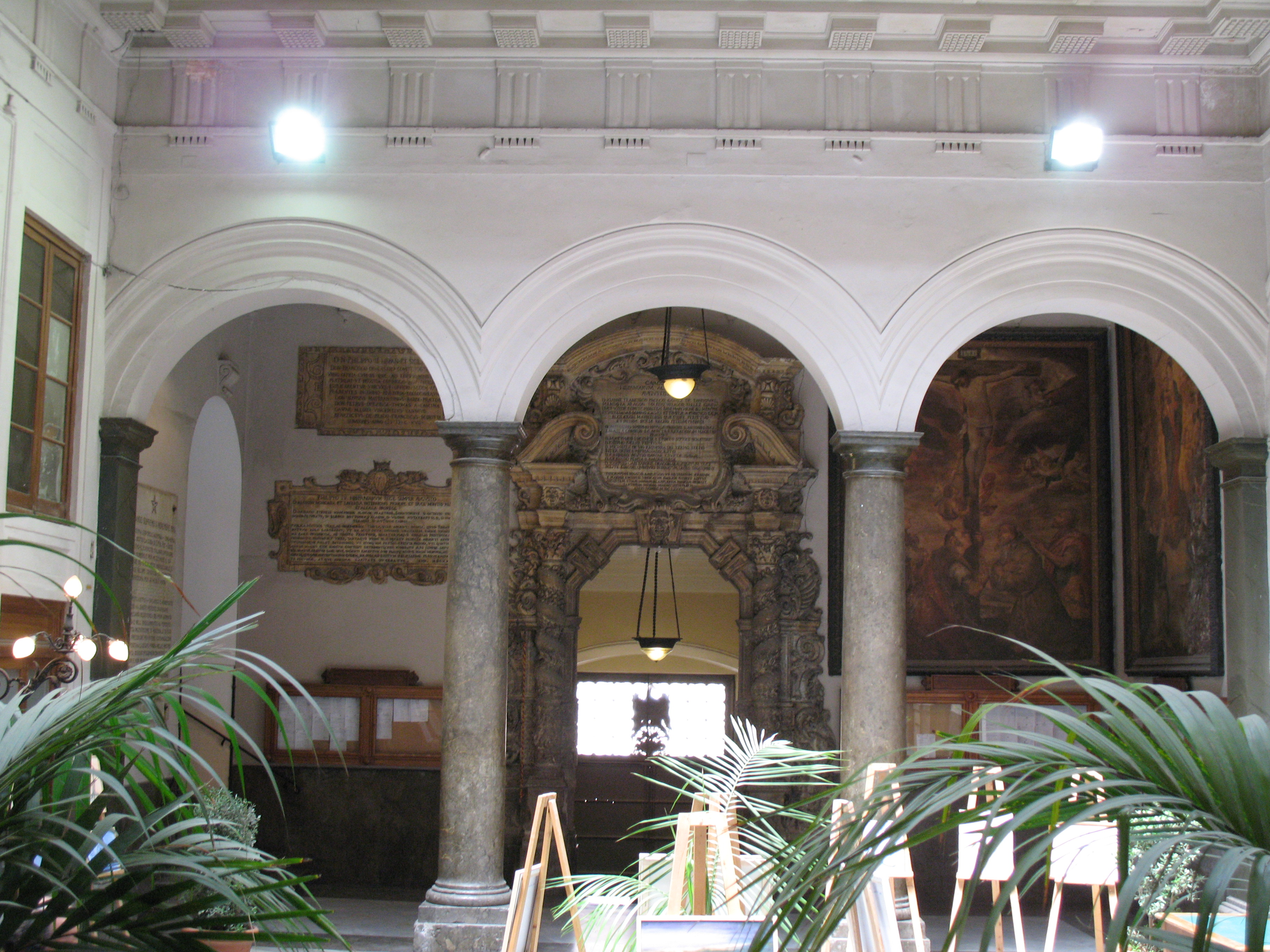
Portico coperto, portale, dipinti ed epigrafi.

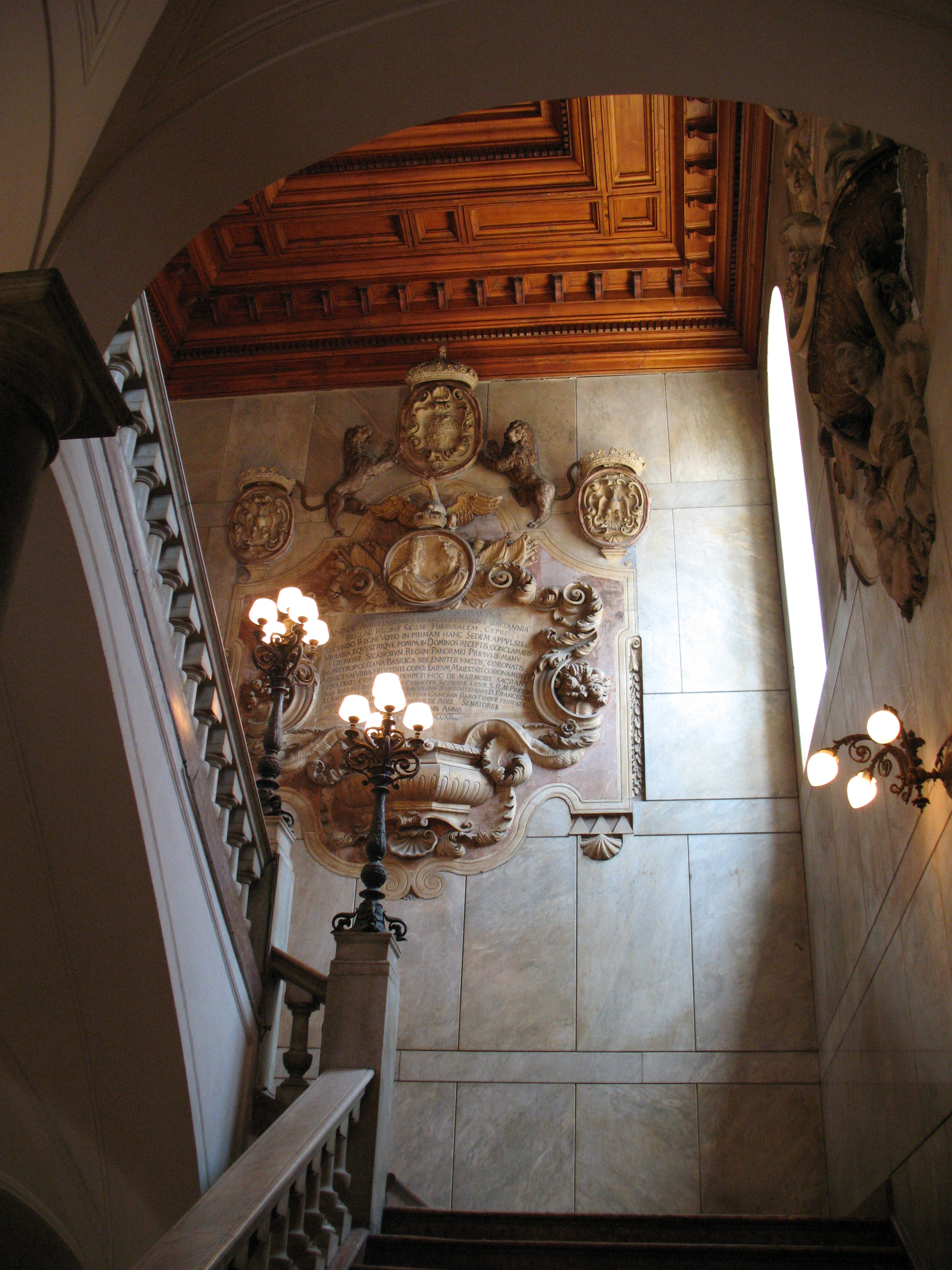
Epigrafe monumentale, incoronazione Vittorio Amedeo II di Savoia e Anna Maria d'Orleans, 1713.

Le trasformazioni e i rifacimenti che si susseguirono nel corso del Cinquecento e del Seicento avevano trasformato l'edificio in una vera e propria stratificazione di stili architettonici. In origine il portale principale si affacciava sul piano di San Cataldo inserito nel prospetto rivolto a meridione descritto come un loggiato delimitato da torri laterali, manufatto ornato dalle statue dei due Litiganti ignudi, copie romane di atleti greci, una attualmente è collocata nella Sala Rossa. 
Durante i lavori di ampliamento fu rifatto l'attuale prospetto principale nel 1553, perfezionato nel 1597, manufatto volto a celebrare la riunificazione di tutti gli uffici civici, fino a quel momento sparsi sull'intero territorio cittadino. L'utilizzo del prospetto a settentrione come ingresso principale avviene verosimilmente in concomitanza del processo di risistemazione del Piano Pretorio, del prolungamento del Cassaro e dell'installazione della celebre fontana. La nuova disposizione del sito con le opere d'arte installate costituivano la degna cornice per la rigenerata struttura, sintesi della potenza e dello splendore del regno, tutti elementi caratterizzati da competizione in ambito artistico fra capitali del panorama europeo, ambizione verso il bello e grandioso non scevro da propensione ad una spiccata prodigalità. 
Nuovamente ristrutturato da Mariano Smiriglio nel 1615 - 1617. Nel 1661 sul cornicione fu collocata la statua della patrona della città, Santa Rosalia, opera di Carlo D'Aprile.

### Epoca austriaca
Il Senato o Magistratura Municipale Annonaria provvede all'amministrazione patrimoniale della città. L'istituzione è presieduta da un capo col titolo di pretore e sei senatori in carica per due anni. L'organo è eletto dal Consiglio Civico, consesso formato da 110 cittadini aventi una rendita annua di 50 onze, in carica per quattro anni. Il 15 agosto 1722 l'imperatore Carlo VI d'Asburgo conferì ai suoi componenti la Grandia di Spagna di prima classe e il titolo di Eccellenza. Il consiglio è affiancato da sette nobili ufficiali: maestro notaio, maestro razionale, tesoriere, cancelliere, marammiere, conservatore delle armi e un archiviario.

### Epoca borbonica
Il 3 aprile 1746 il re Carlo III di Borbone conferisce al Senato la Magistratura Suprema, Generale, Unica ed Indipendente della Salute, organo composto dal pretore con funzione di Presidente, sei senatori pro tempore, l'arcivescovo di Palermo, un ecclesiastico, quattro ex-pretori, due giureconsulti, quattro ex-senatori, tre medici, un cancelliere, tutti componenti nominati a vita e reintegrati alla bisogna dal Senato e dalla Deputazione.
L'intero complesso monumentale subì un ampliamento dopo il terremoto di Pollina del 5 marzo 1823.

### Epoca unitaria

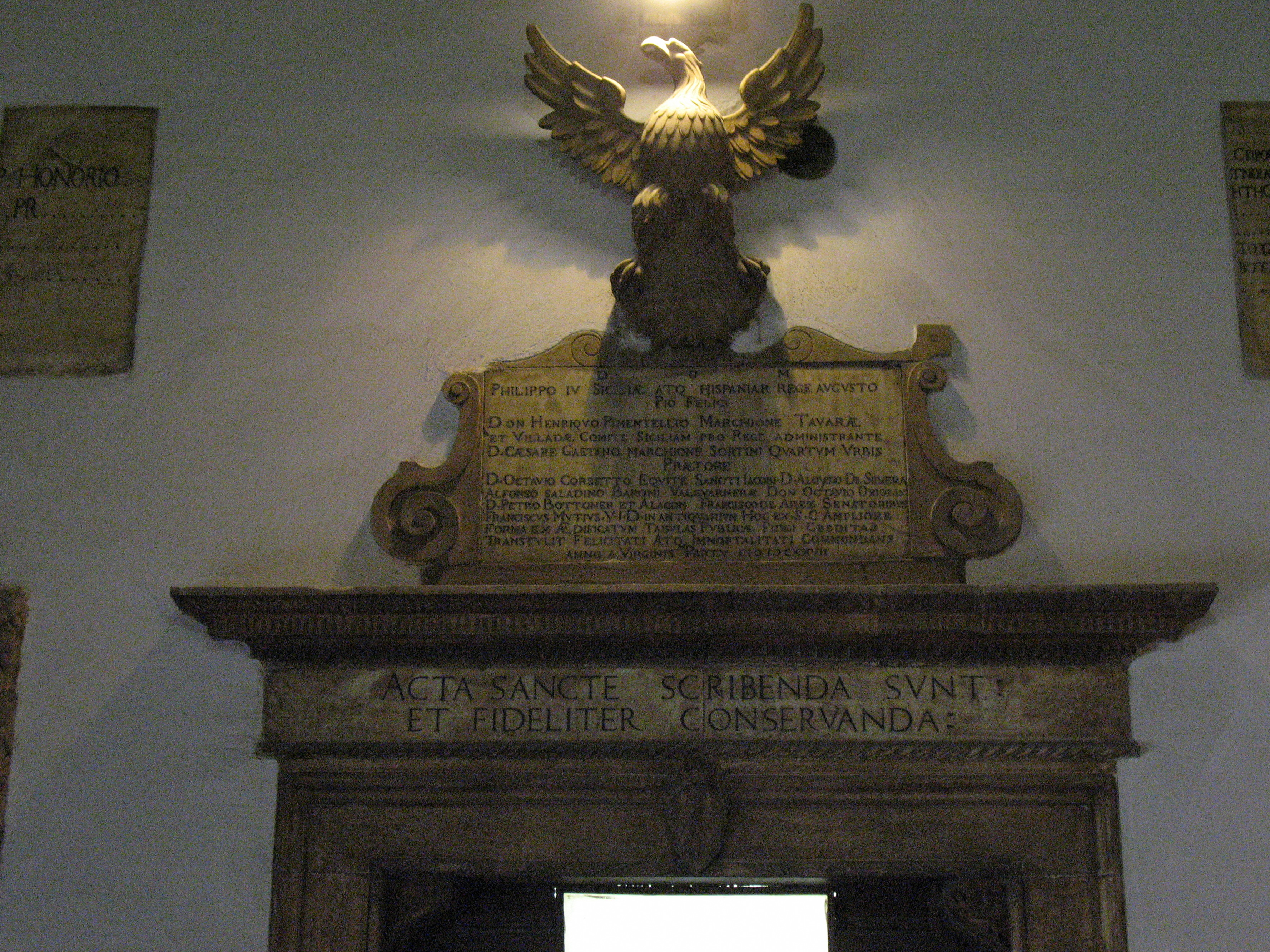
Portale sormontato da aquila.

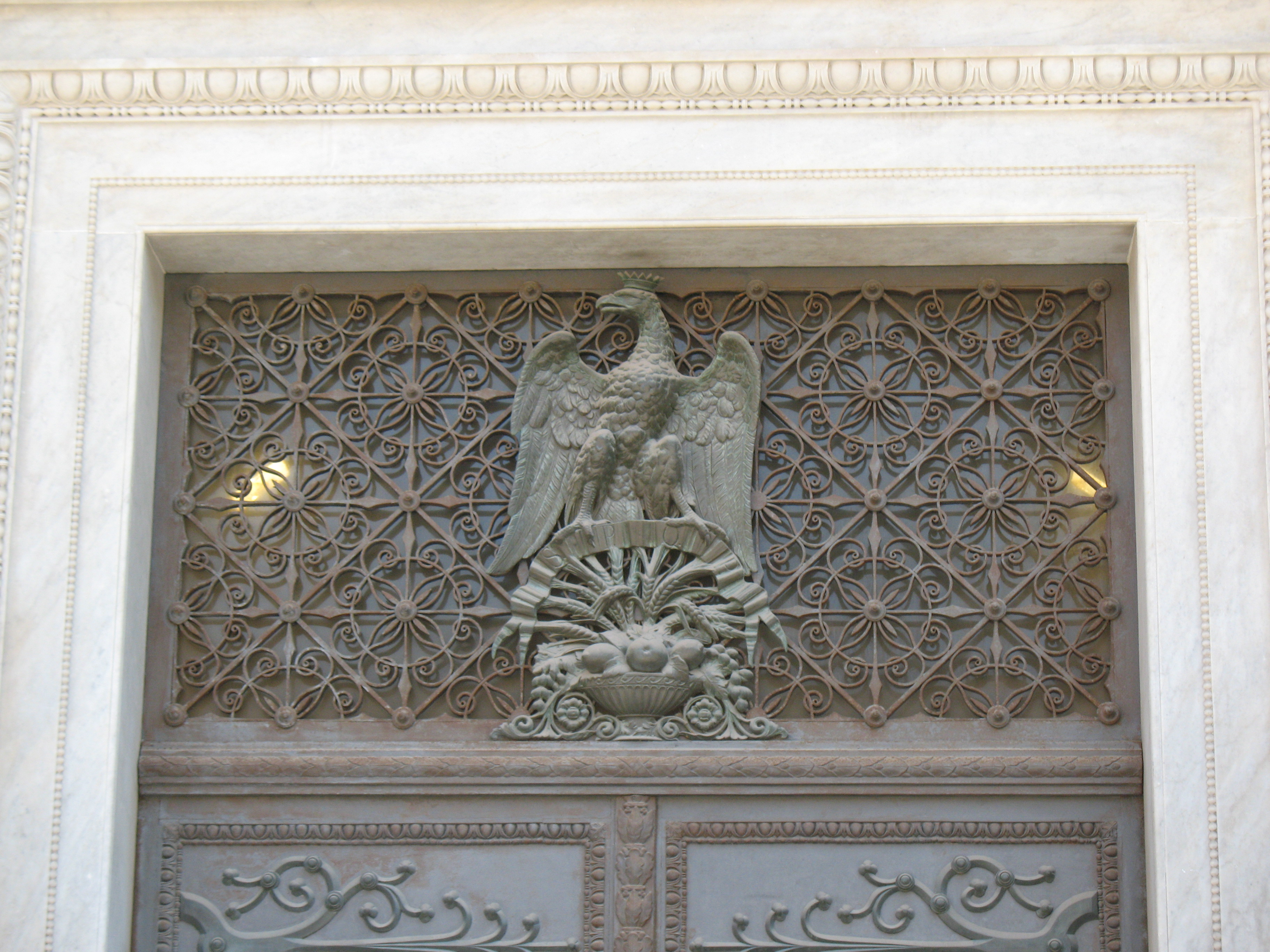
Aquila.

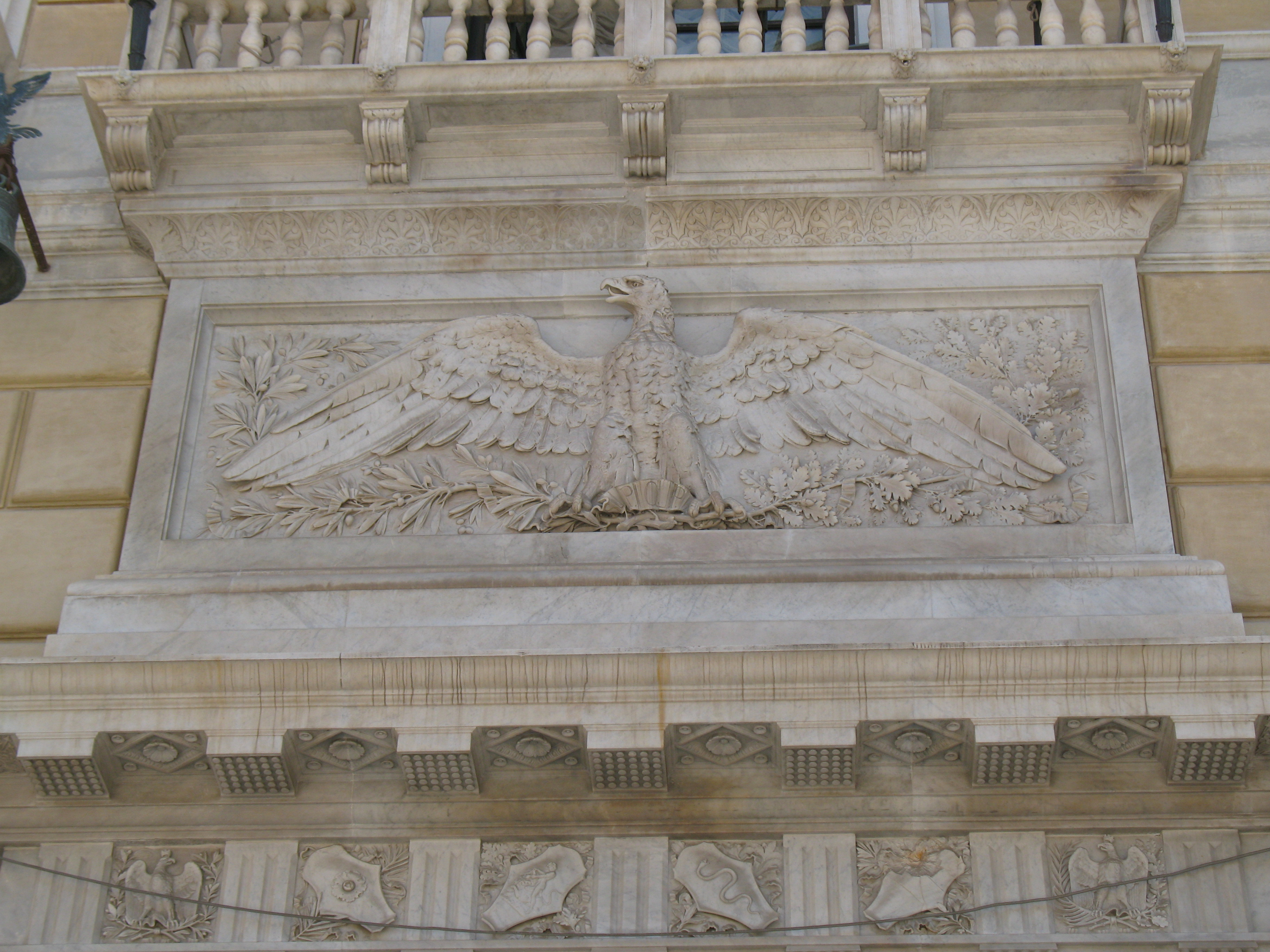
Aquila.

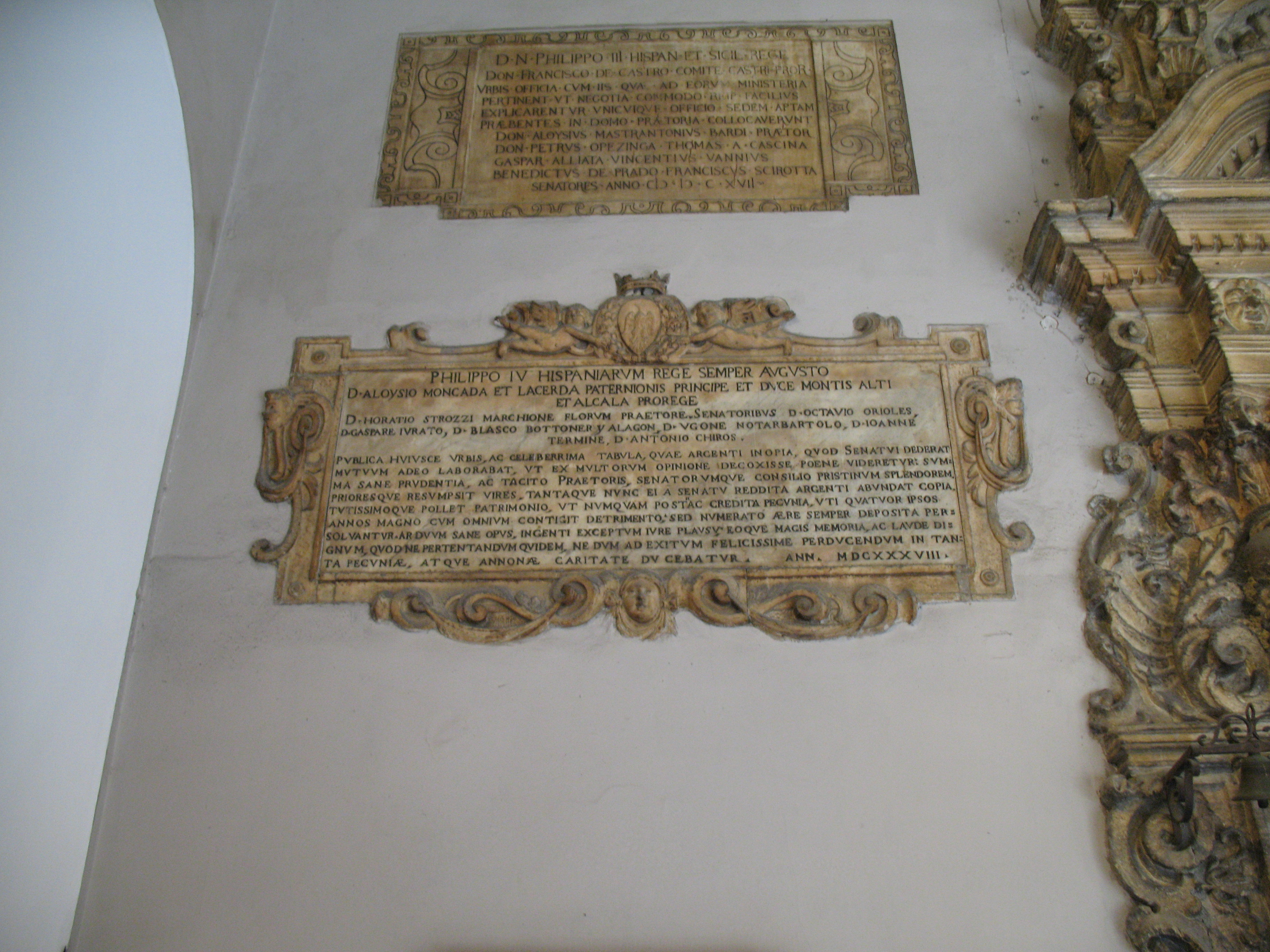
Epigrafi, epoca Filippo III e Filippo IV.

Dopo la Presa di Palermo del 1860 fu sede del governo dittatoriale di Garibaldi e una targa ricorda l'evento.
Nel 1875, l'architetto Giuseppe Damiani Almeyda lo reinterpretò in stile neorinascimentale, rivestendolo all'esterno con un bugnato color ocra e lo definì Palazzo delle Aquile.
Nel 1877 il Piano Pretorio fu raccordato al livello della Via Maqueda con un'elegante gradinata delimitata da due sfingi in marmo di Billiemi, opera dello scultore Domenico Costantino.

### Epoca contemporanea
Dall'Unità d'Italia, nella Sala della Lapidi si tengono le riunioni del consiglio comunale, nella Sala Gialla quelle della Giunta, mentre quella del sindaco è detta Sala Rossa.
L'antico orologio del palazzo, fermo dagli anni 1980, è stato rimesso in funzione nel 2014.

## Edificio

### Esterno
L'edificio ha forma rettangolare, con cortile centrale. Sul portale, che dà su Piazza Pretoria, campeggia l'aquila, simbolo della città di Palermo.
I quattro prospetti sono orientati secondo i punti cardinali, l'ingresso principale volge a settentrione affacciato su piazza Pretoria e la monumentale fontana Pretoria.
Ripartito in quattro ordini con tre livelli sovrastanti il pianterreno, esternamente rivestito con pietre d'intaglio, al presente ricoperto da spesso intonaco riproducente l'effetto bugnato, presenta teorie di finestroni, eccezione la serie di balconi con balaustre e colonnine in corrispondenza del piano nobile ubicato al secondo piano.
Sono documentate le iscrizioni e i medaglioni marmorei raffiguranti Vittorio Amedeo II di Savoia e la consorte Anna Maria d'Orleans commemoranti l'incoronazione regia del 24 dicembre 1713, cornice disegnata da Paolo Amato. La nomina di Carlo III a rex utriusque Siciliae nel 1735, cornice disegnata da Andrea Palma. Stemma di Palermo sostenuto da un telamone del 1625, opera di Gregorio Tedeschi. Numerose epigrafi, targhe, statue, riproduzioni di aquile ornano e arricchiscono tutti i prospetti, quella in bassorilievo sotto il balcone centrale è opera di Salvatore Valenti.
Tra le epigrafi quelle commemoranti le manifestazioni avvenute nella piazza, come la visita di Giuseppe Garibaldi e di Papa Giovanni II.

### Interno
Attraverso l'atrio, gli immediati ambienti del Portico coperto e lo Scalone monumentale, il percorso storico - artistico - monumentale dell'edificio contempla il piano nobile con: 
- la Sala dei Bassorilievi, la Sala dei Gonfaloni o degli Stemmi, la Sala Rossa, la Sala Gialla, la Sala delle Lapidi, la Sala Garibaldi, la Sala Montalbo, la Cappella senatoriale dedicata unitamente all'Immacolata Concezione, primaria Patrona della Città e alla Patrona principale (prima tra la schiera dei santi compatroni) della Città, Santa Rosalia.

In vari ambienti sono riprodotti i campioni di pesi e misure utilizzati nelle varie attività merceologiche, i grandi saloni del piano nobile preposti alle assemblee - oggi destinati ad uffici di rappresentanza del Comune - sono ricoperti di iscrizioni e custodiscono preziosi reperti delle varie epoche, opere d'arte e manifatture delle più rappresentative correnti e scuole siciliane, della penisola, europee e una collezione di esotiche porcellane cinesi.

#### Portico coperto

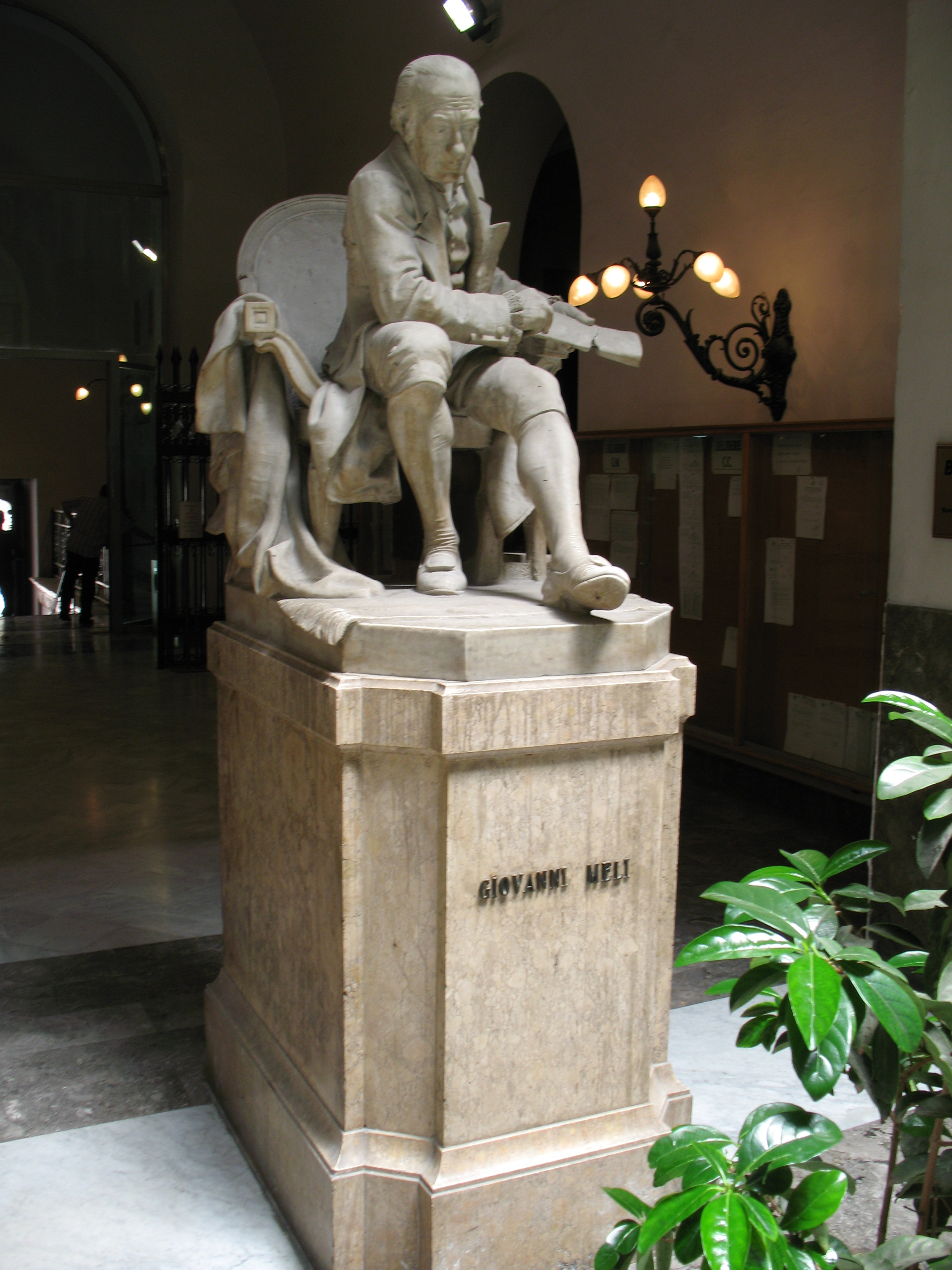
Giovanni Meli, statua.

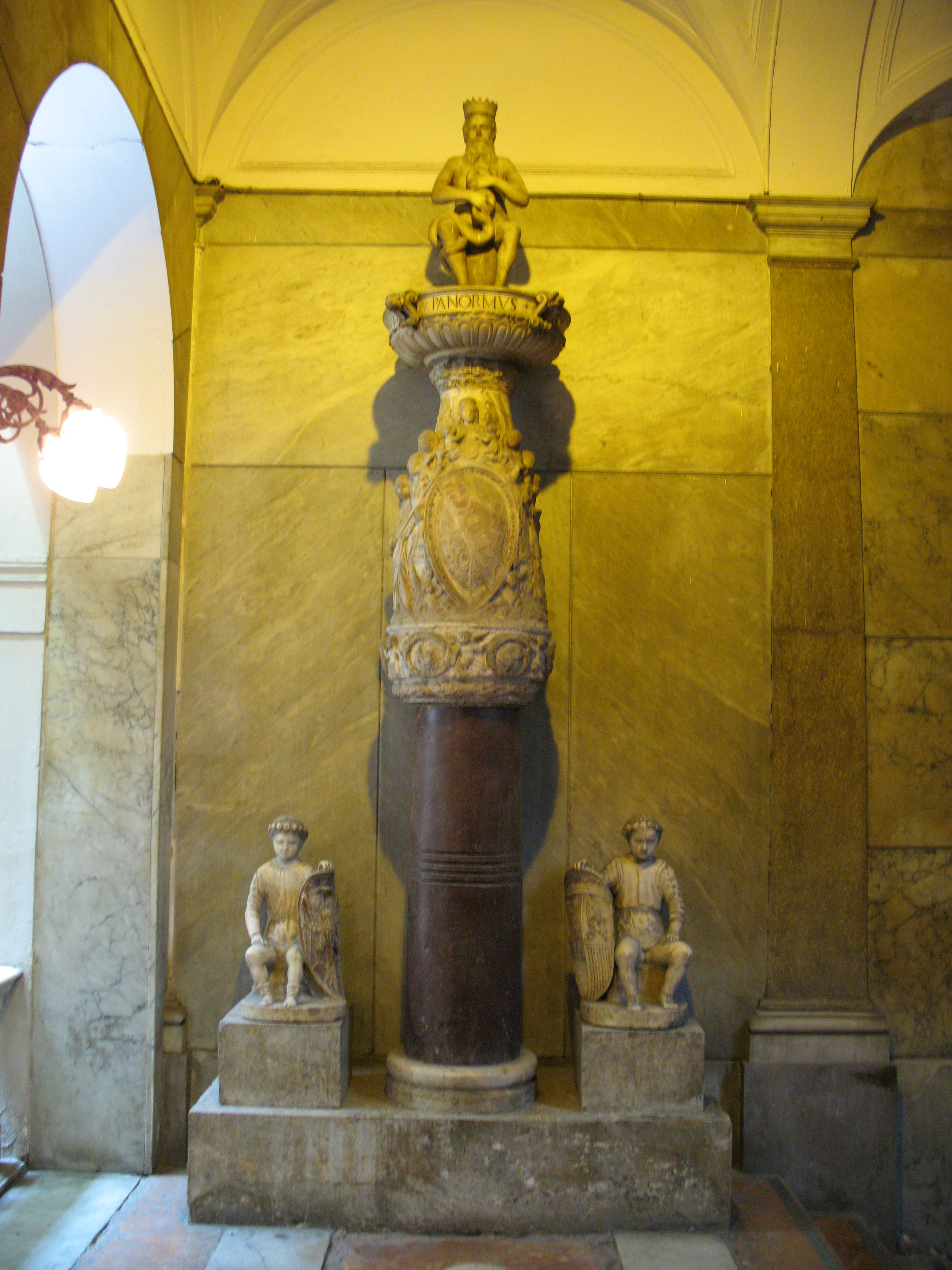
Genio di Palermo.

Dalla portineria si accede all'ambiente attraverso il portale barocco del 1691 con colonne tortili disegnato da Paolo Amato e realizzato da Giovan Battista Marino, sulla destra è documentata la sede del Banco Pubblico istituito il 21 febbraio 1553 al Garaffello e qui trasferito nel 1617. A sinistra campeggiano i dipinti raffiguranti il Santissimo Crocifisso opera di Giuseppe d'Alvino detto il Sozzo del 1591 e Maria Vergine attorniata da Santi realizzata da Giovanni Paolo Fondulli.
La copertura del porticato interno quattrocentesco con una cupola in metallo e vetro ha permesso il recupero e l'utilizzo di una vasta area per stanze interne e locali ad uso espositivo ove spiccano un gruppo marmoreo di età imperiale raffigurante due sposi che si danno la mano destra - monumento funerario proveniente dal cantonale di nord - est, la statua del poeta palermitano Giovanni Meli opera di Vincenzo D'Amore del 1888, un'urna cineraria sormontata da Giano bifronte con iscrizione apocrifa allegoria dell'alleanza tra Palermo e Roma, un altorilievo in bronzo di Antonio Ugo, una targa con ritratto dedicata a Dante Alighieri fra le allegorie della Vittoria e dell'Italia del 1921, cippo raffigurante la Trinacria accarezzata da Cerere sormontato da aquila marmorea con l'acronimo SPQP.

#### Scalone monumentale
L'ambiente e manufatti sono stati ricostruiti nelle forme attuali nel 1827 con i lavori di restauro in seguito al sisma del 1823. Accostato alla parete sul pianerottolo d'accesso al maestoso scalone è collocato il Genio di Palermo, nume tutelare della città, opera di Domenico Gagini e di Gabriele di Battista, caratterizzata dall'incisione della celebre iscrizione volta a magnificare e celebrare gli stranieri trascurando e ignorando l'operato dei suoi figli:
(Iscrizione sul bordo della conca del Genio)
Ai lati due putti o attendenti recanti scudi, uno con raffigurata l'Aquila simbolo della città, l'altro con le armi di Giovanni Ventimiglia, marchese di Geraci, principe di Castelbuono, presidente del regno. Sovrastano le rampe le monumentali targhe regie documentate all'esterno.

#### Sala dei Bassorilievi
Ambiente così chiamato per la presenza dell'opera marmorea opera di Valerio Villareale raffigurante la Sicilia incoronata da Minerva e Cerere del 1819.

#### Sala Rossa

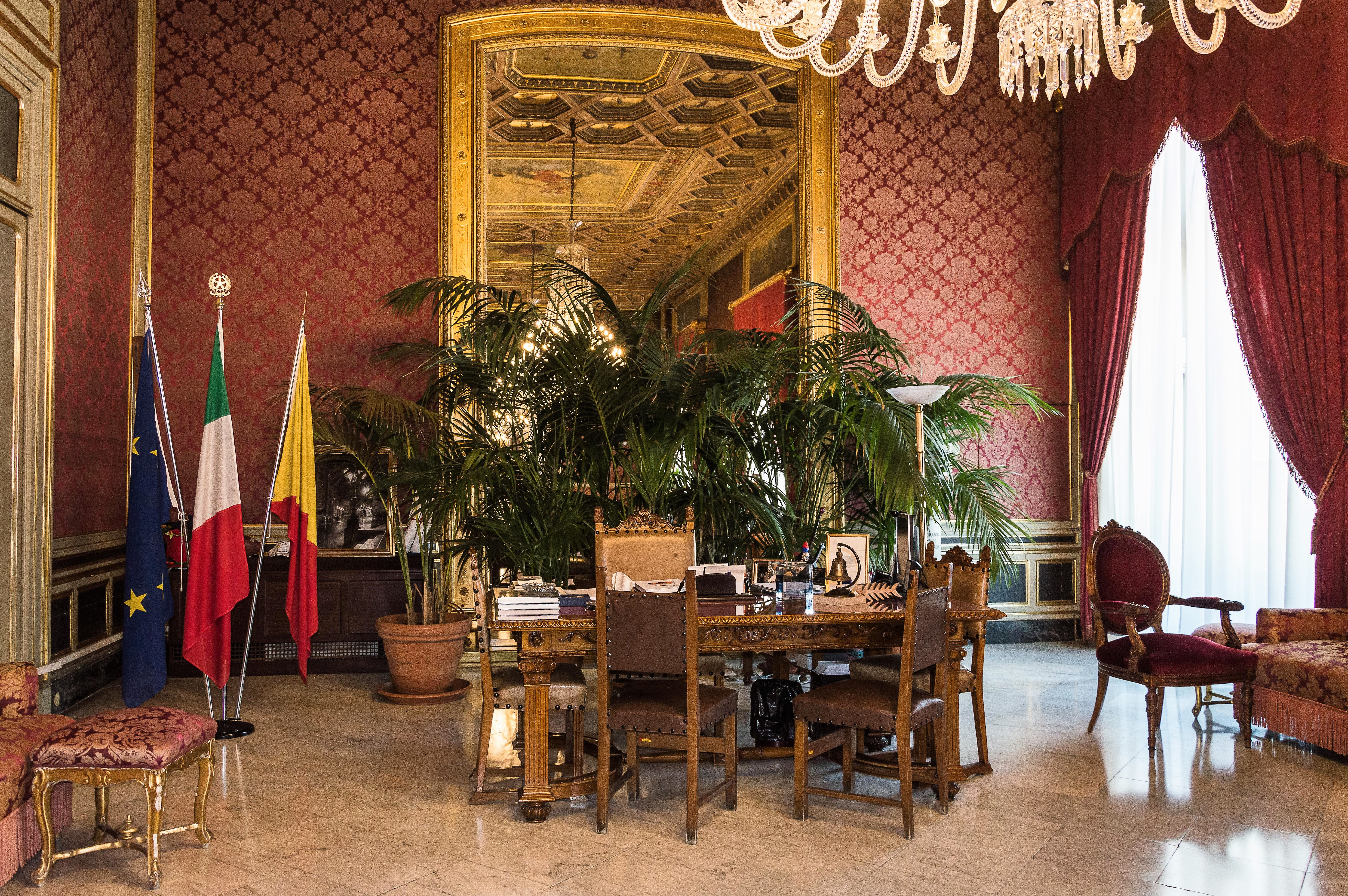
Sala Rossa.

Vano realizzato da Giuseppe Damiani Almeyda, trae il nome dal colore acceso dei suoi arredi, adibita a studio del sindaco. All'interno è collocata la statua raffigurante un Efebo del gruppo Litiganti ignudi, dal soffitto a scomparti pendono due magnifici lampadari di Murano, preziosamente decorato nei suoi riquadri e nei suoi sopraporte da leggiadre fanciulle, amorini, danzatori, figure muliebri e dalle allegorie della Prosperità e della Giustizia affrescati nel 1891 da Francesco Padovani, e dall'allegoria della Pace affrescata da Gustavo Mancinelli.

#### Sala delle Lapidi

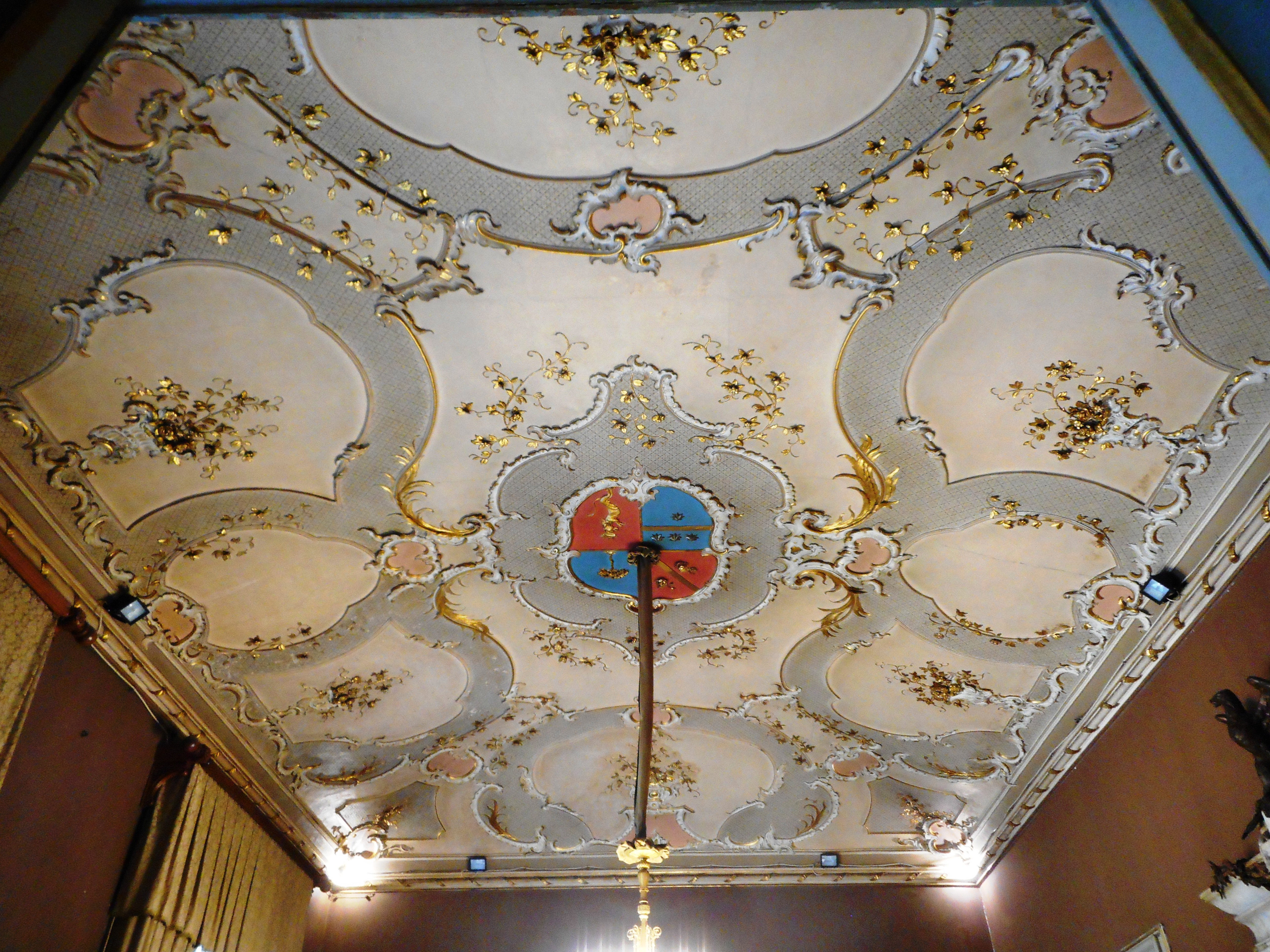
Soffitto.

Già primitiva Sala del Pubblico Consiglio o Sala Maggiore. Salone deputato alle riunioni del Consiglio Comunale, così denominato per via delle numerose iscrizioni marmoree poste alle pareti. L'ambiente custodisce cinquanta targhe in marmo collocate nel 1875 dal gesuita e storico dell'arte Gioacchino Di Marzo, e un soffitto in legno dipinto del XIV secolo le cui decorazioni sono state riprese dal pittore fiorentino Tito Covoni. Un lampadario in legno intagliato e il pavimento in marmo intarsiato proveniente dall'Oratorio della Pace
Nel settembre 1760, il Senato Palermitano in questo ambiente tenne la cerimonia inaugurale della Biblioteca cittadina. L'istituzione ebbe la sua prima sede in una stanzetta del Palazzo Pretorio, ma ben presto il gran numero di donazioni di manoscritti e stampati rese lo spazio insufficiente e fu necessario affittare alcuni locali del palazzo del duca di Castelluccio, fino al definitivo trasferimento presso le strutture gesuitiche di Casa Professa.

#### Sala Gialla

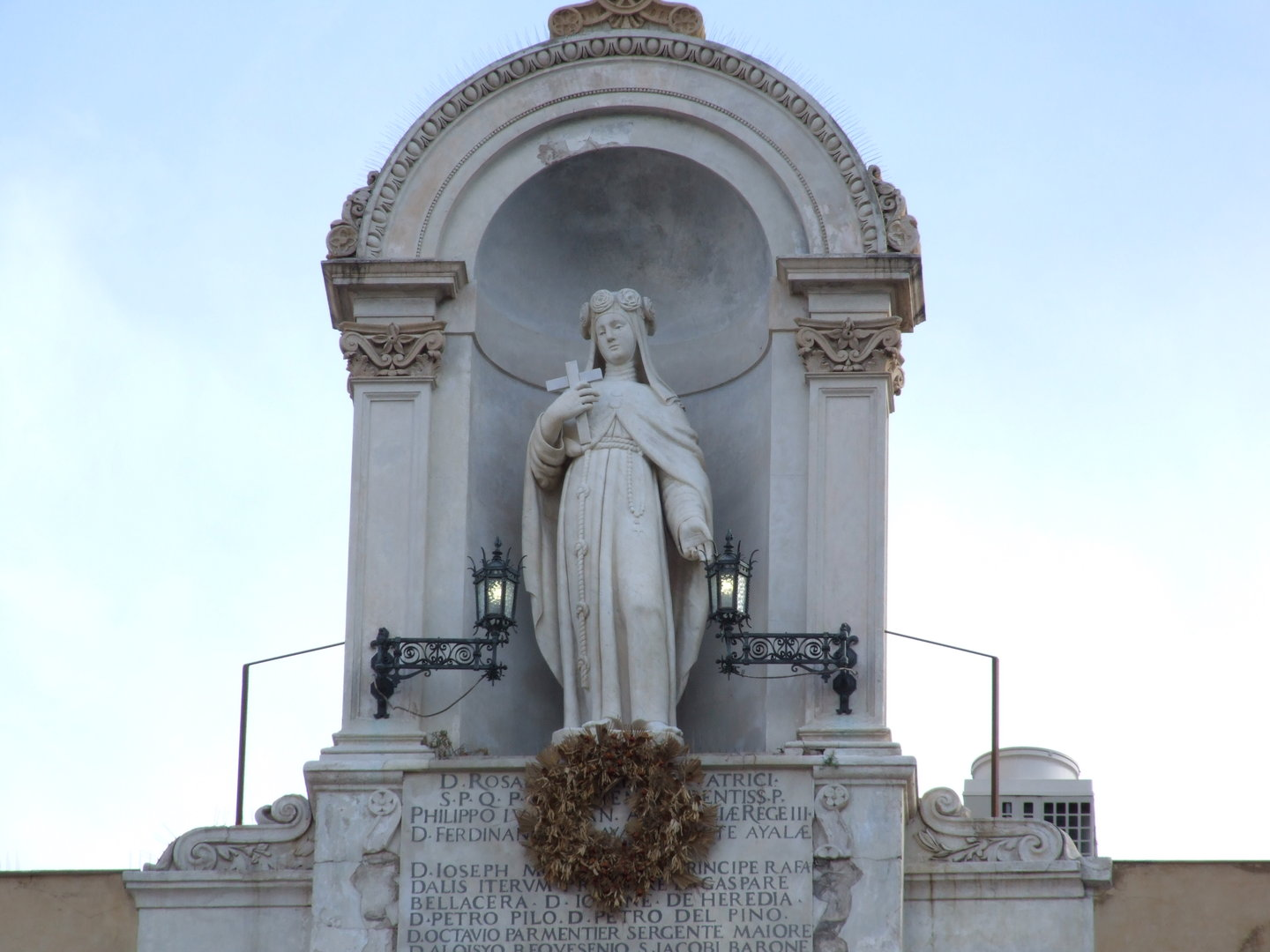
Santa Rosalia, nicchia del prospetto.

Già primitiva Sala del Senato. Ambiente così denominato per via del colore oro del broccato della tappezzeria, locale deputato alle riunioni della Giunta Comunale. Presenta un monumentale camino plasmato in gesso da Vincenzo Ragusa nel 1868, le decorazioni di Rocco Lentini e Francesco Padovani, i ritratti raffiguranti Umberto I e Margherita di Savoia opere di Gustavo Mancinelli del 1884, quest'ultime realizzate - insieme ad altre opere presenti nel palazzo e in città - in occasione dell'Esposizione Nazionale cittadina del 1891 - 1892. I reali presenziarono alla cerimonia d'inaugurazione della manifestazione.

#### Sala dei Gonfaloni o degli Stemmi
La volta della sala presenta gli emblemi delle principali città dell'isola dipinti da Salvatore Gregorietti del 1922, lungo le pareti sono collocati scanni in legno con leoni e pannelli dipinti con numerose aquile, simboli della città, dello stesso autore.

#### Sala Antinoo

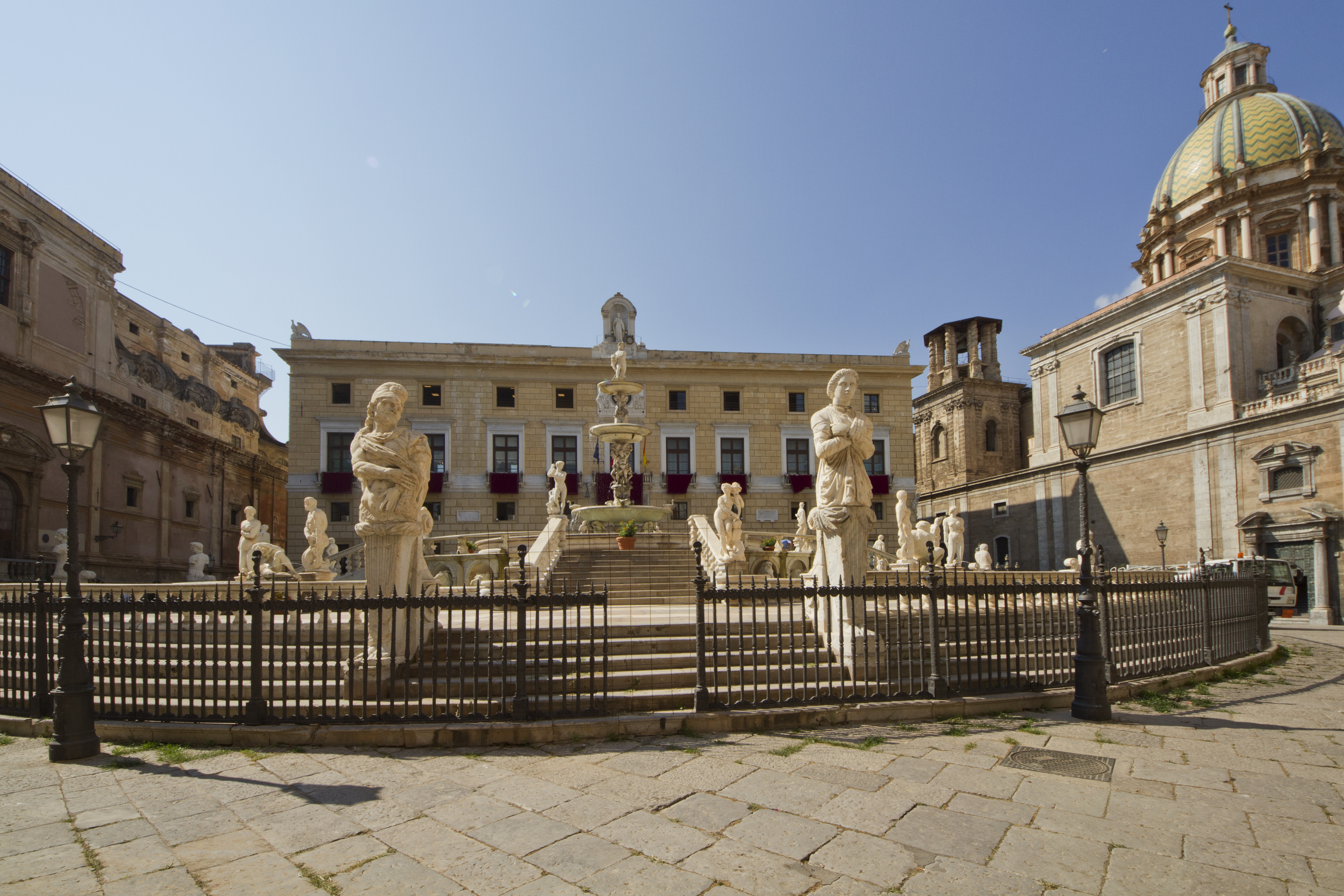
Fontana Pretoria.

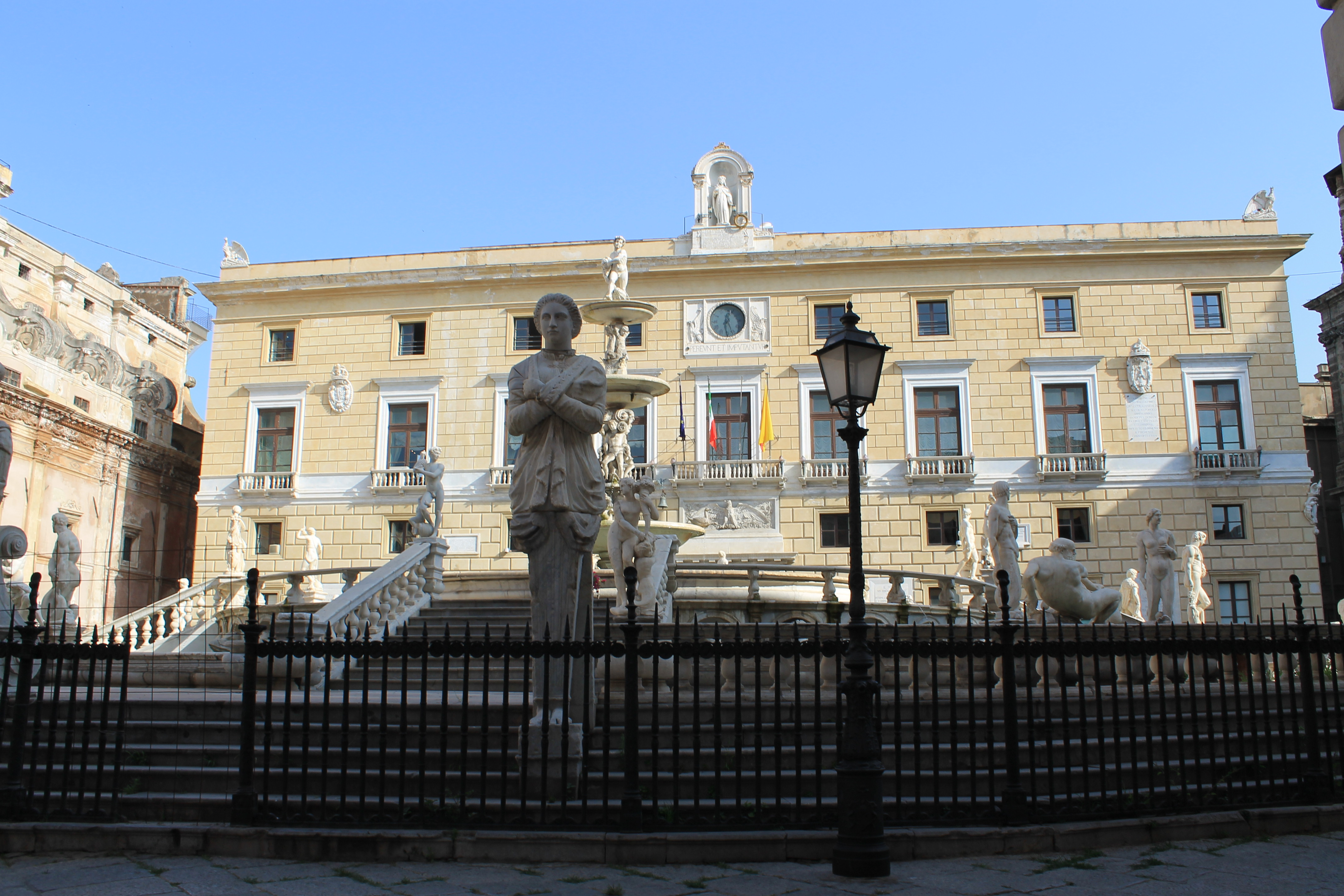
Palazzo Pretorio.

L'ambiente ospitava uno dei due Litiganti ignudi o Efebo o Antinoo oggi custodito nella Sala Rossa, i busti in marmo raffiguranti Francesco Crispi e Mariano Stabile, alle pareti dipinti opere di Michele Catti, Lete, Ettore De Maria Bergler, Francesco Lojacono, Salvatore Lo Forte, Rocco Lentini. 
Accesso alla piccola Cappella Senatoria del 1663 in stile barocco.

##### Cappella dell'Immacolata Concezione e Santa Rosalia
Altrimenti nota come Cappella Senatoria. L'ambiente custodisce nella nicchia sommitale della volta la statua raffigurante Santa Rosalia ritratta su un'aquila opera dello scultore Cosmo Sorgi, la statua di Sant'Agata raffigurata con gli strumenti del martirio, due sculture raffiguranti San Sebastiano e San Rocco, sull'altare è custodito il dipinto dell'Immacolata Concezione.

#### Sala Garibaldi
Dal balcone l'eroe dei due mondi parlò ai palermitani il 30 maggio 1860. Alle pareti lastre di marmo recano incise stralci dei discorsi di Giuseppe Garibaldi, custodisce un ritratto del condottiero opera di Salvatore Lo Forte, dipinti di Francesco Lojacono, Rocco Lentini, un busto in bronzo di Mario Rutelli raffigurante Francesco Crispi del 1893. Vasi, arazzi e armi cesellate donate da Napoleone Bonaparte all'ammiraglio Federico Carlo Gravina.

#### Sala Montalbo
Nell'ambiente campeggia il bellissimo bassorilievo in bronzo di Benedetto Civiletti raffigurante Federico III d'Aragona che pone la prima pietra del Palazzo Pretorio del 1876, il dipinto ad olio di Salvatore Marchesi raffigurante Interno della chiesa di San Domenico, e sette busti marmorei di Sindaci, scolpiti da Benedetto Civiletti.

### Sotterranei
Al di sotto del palazzo, e dell'antistante Piazza Pretoria, si estende un rifugio antiaereo risalente alla seconda guerra mondiale, e a cui si accede dall'attuale portineria.

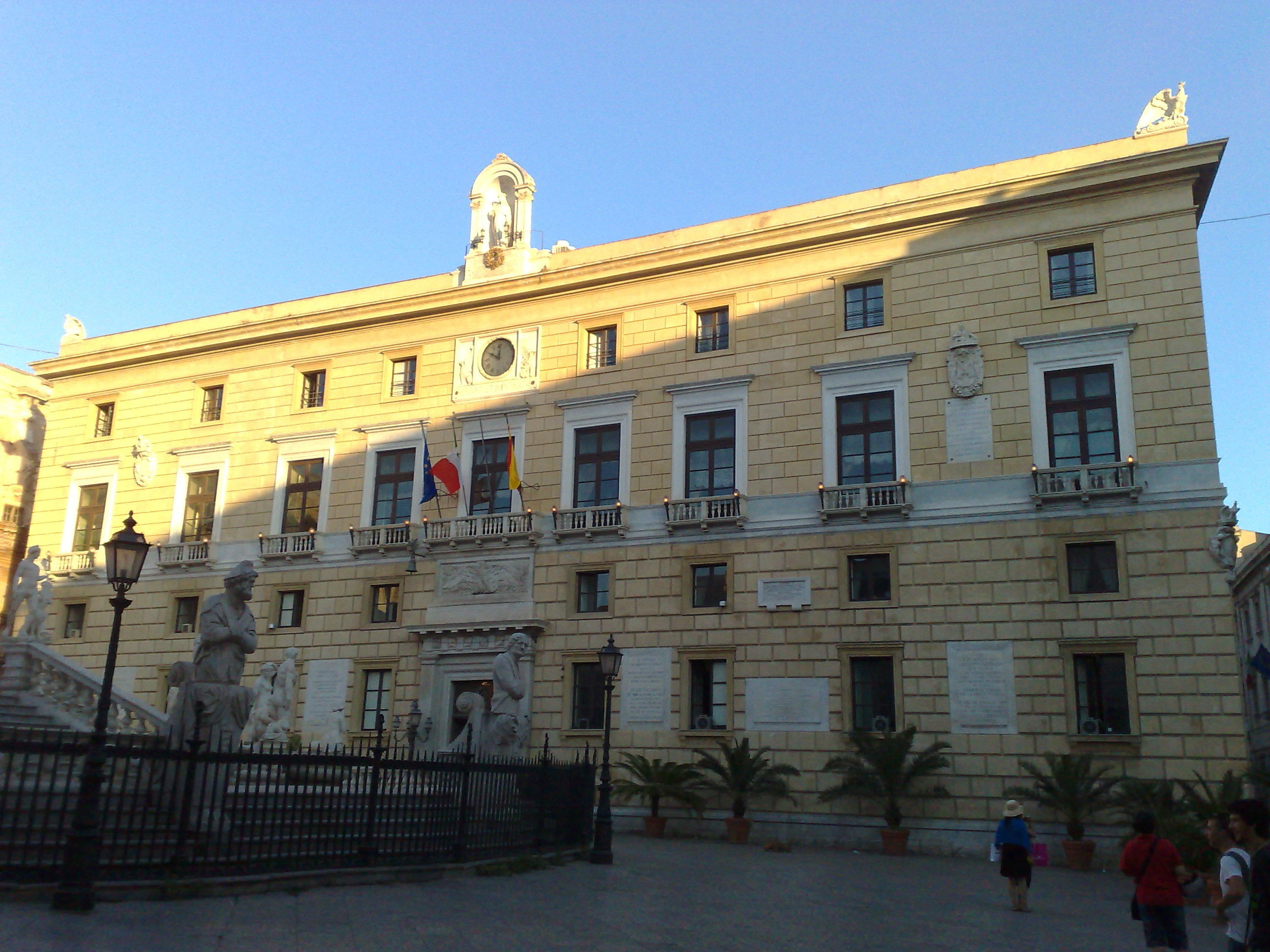
Palazzo Pretorio su piazza Pretoria.
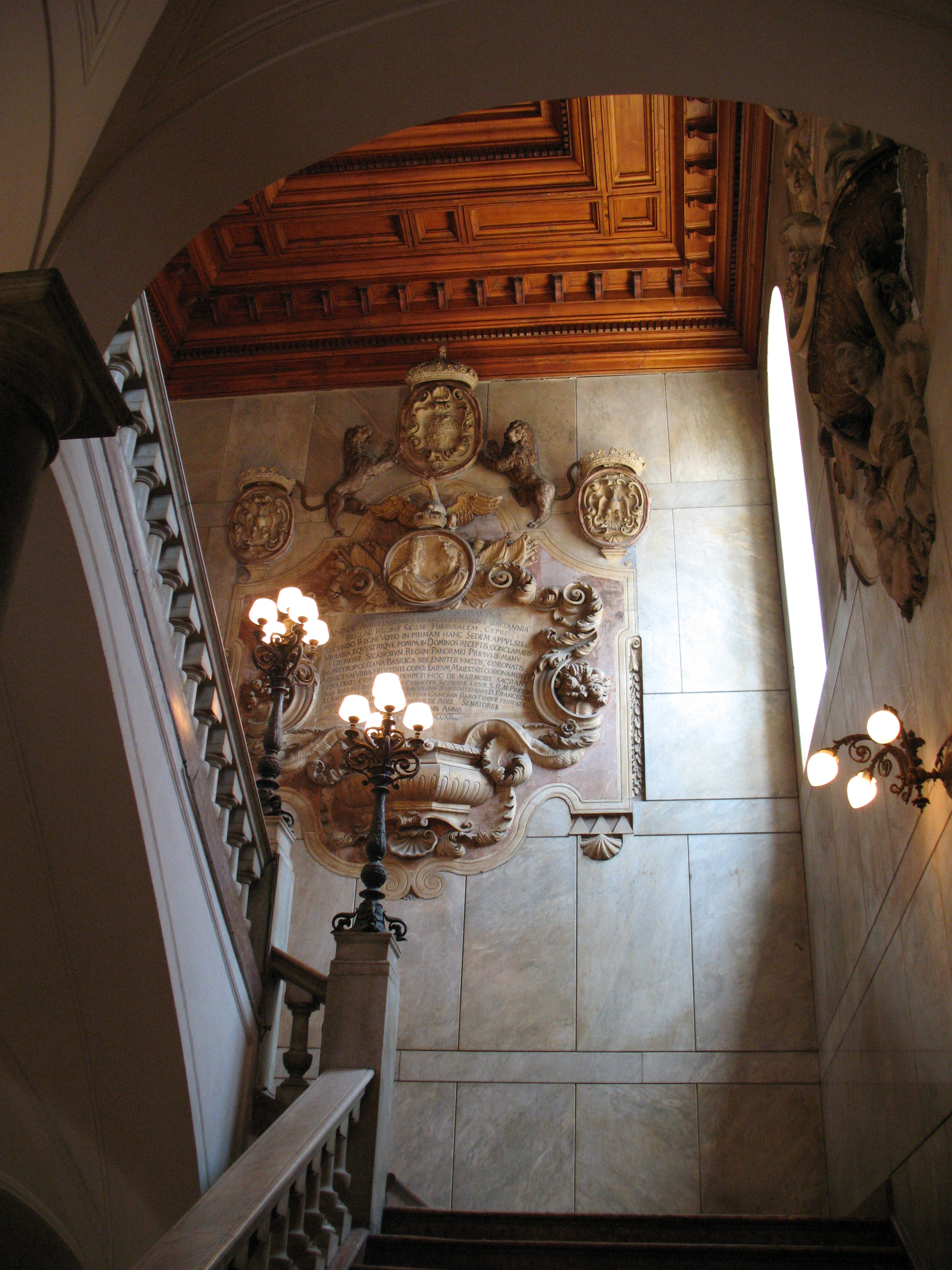
Lo scalone.
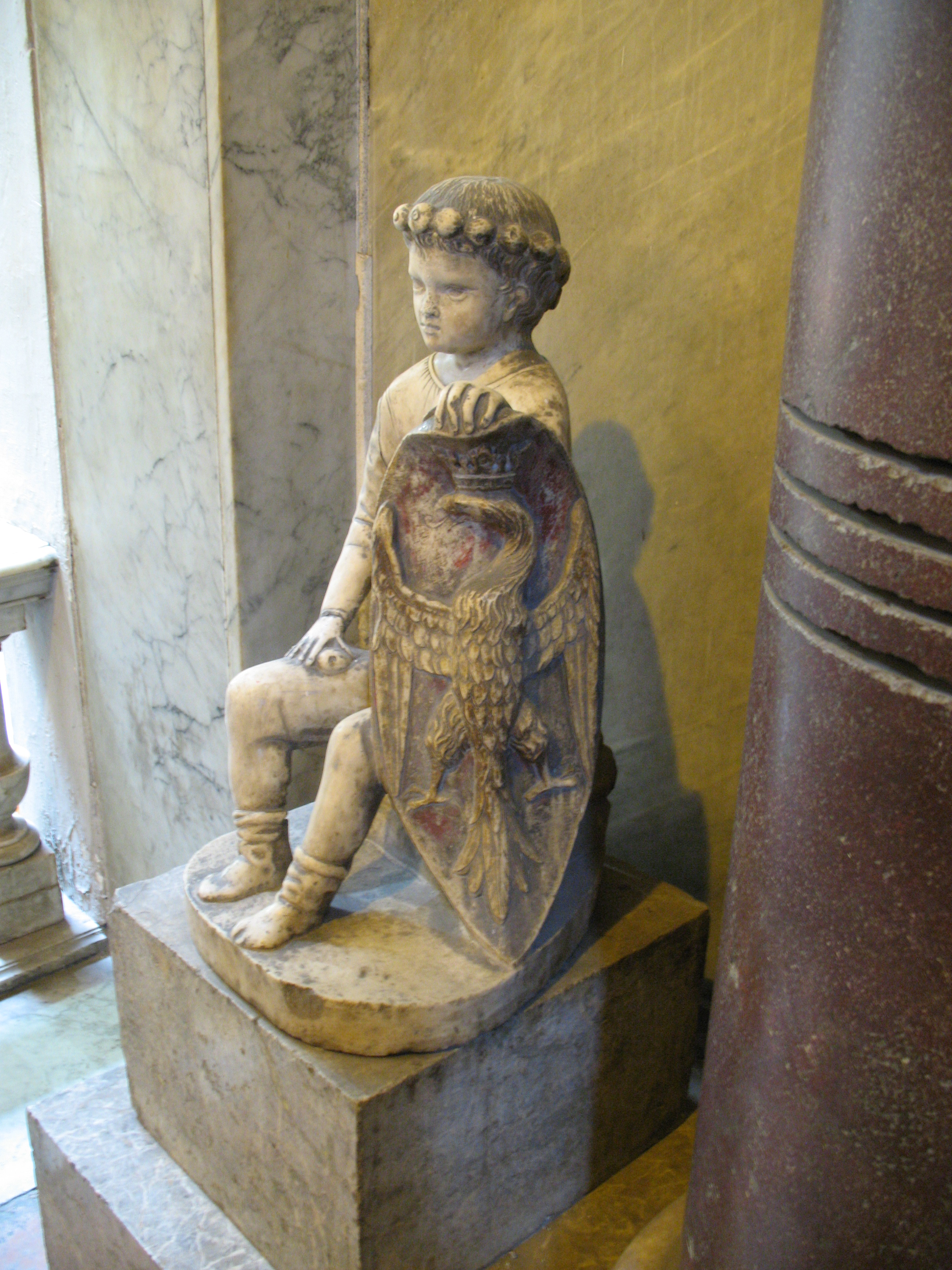
Genio di Palazzo Pretorio, statua di sinistra.
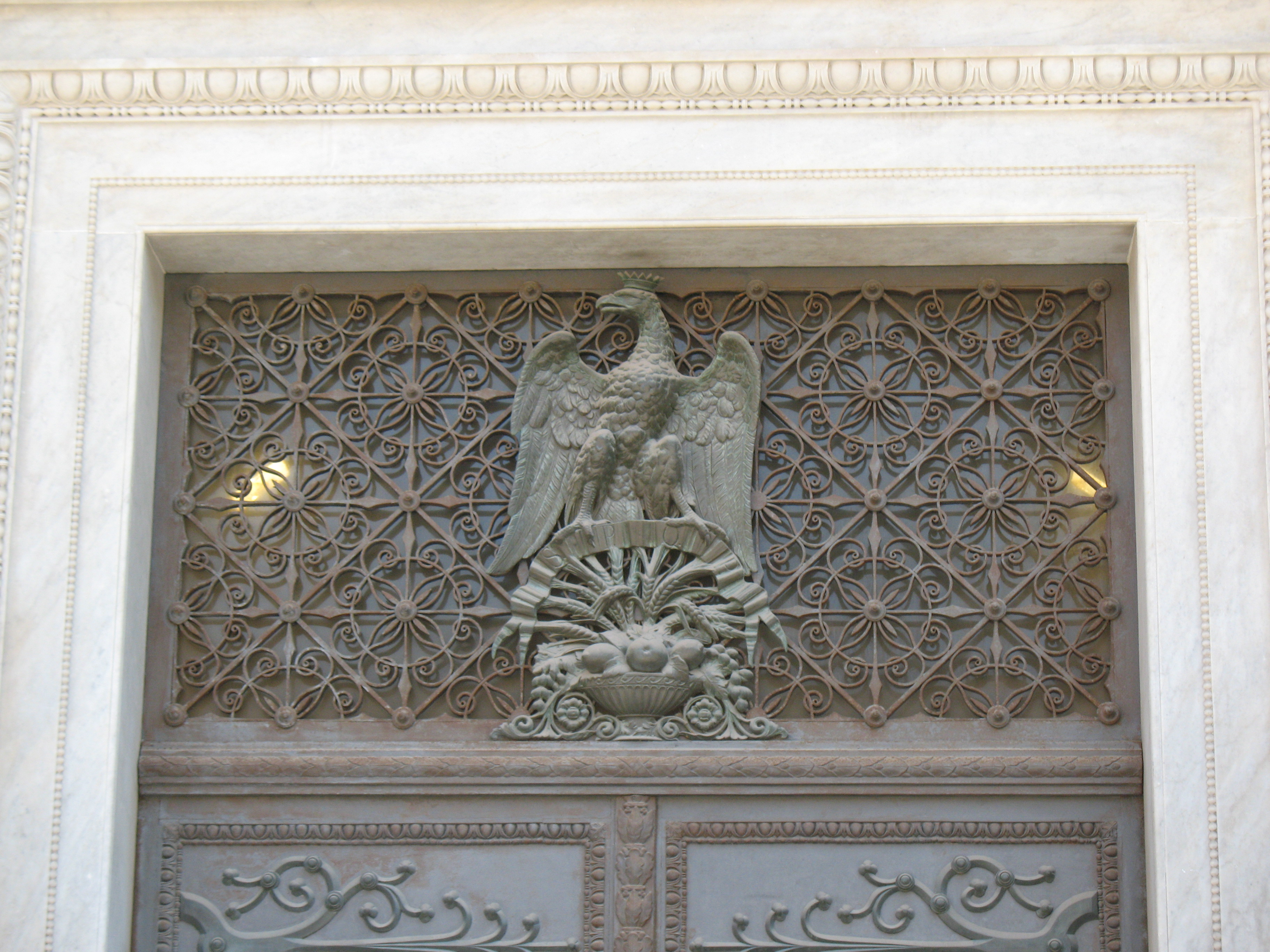
L'aquila sul portale d'ingresso.
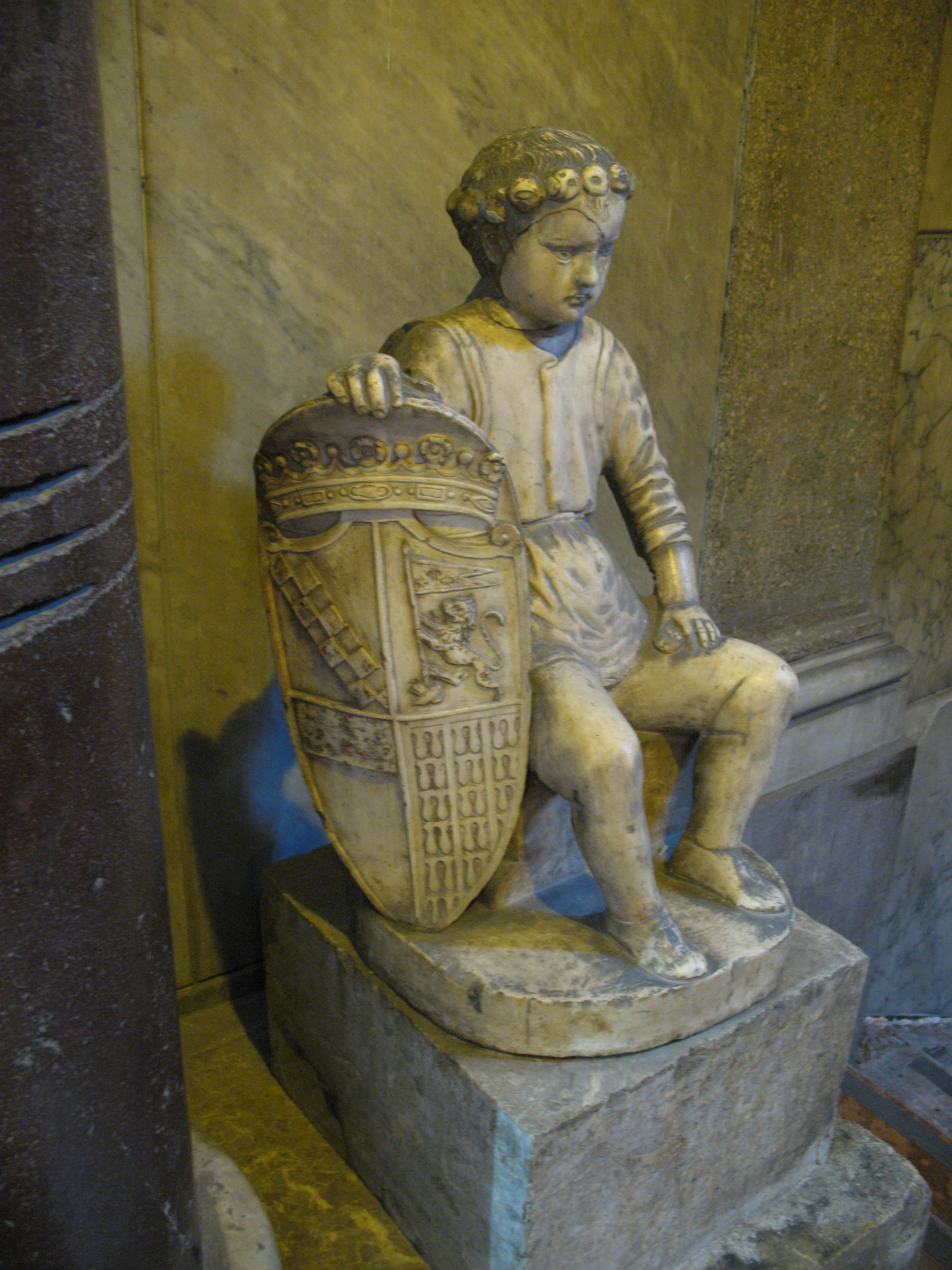
Genio di Palazzo Pretorio, statua di destra.
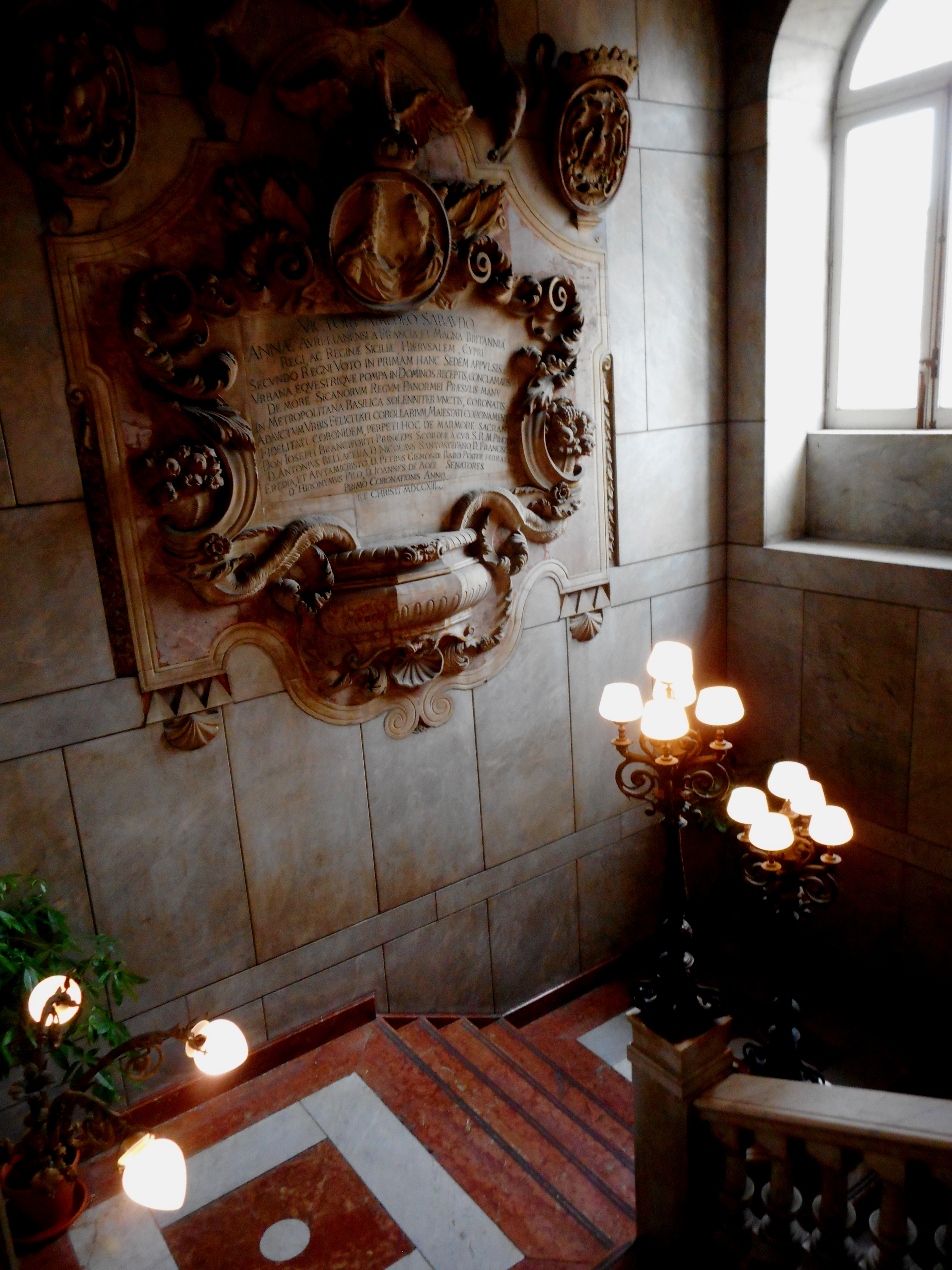
Lo scalone.
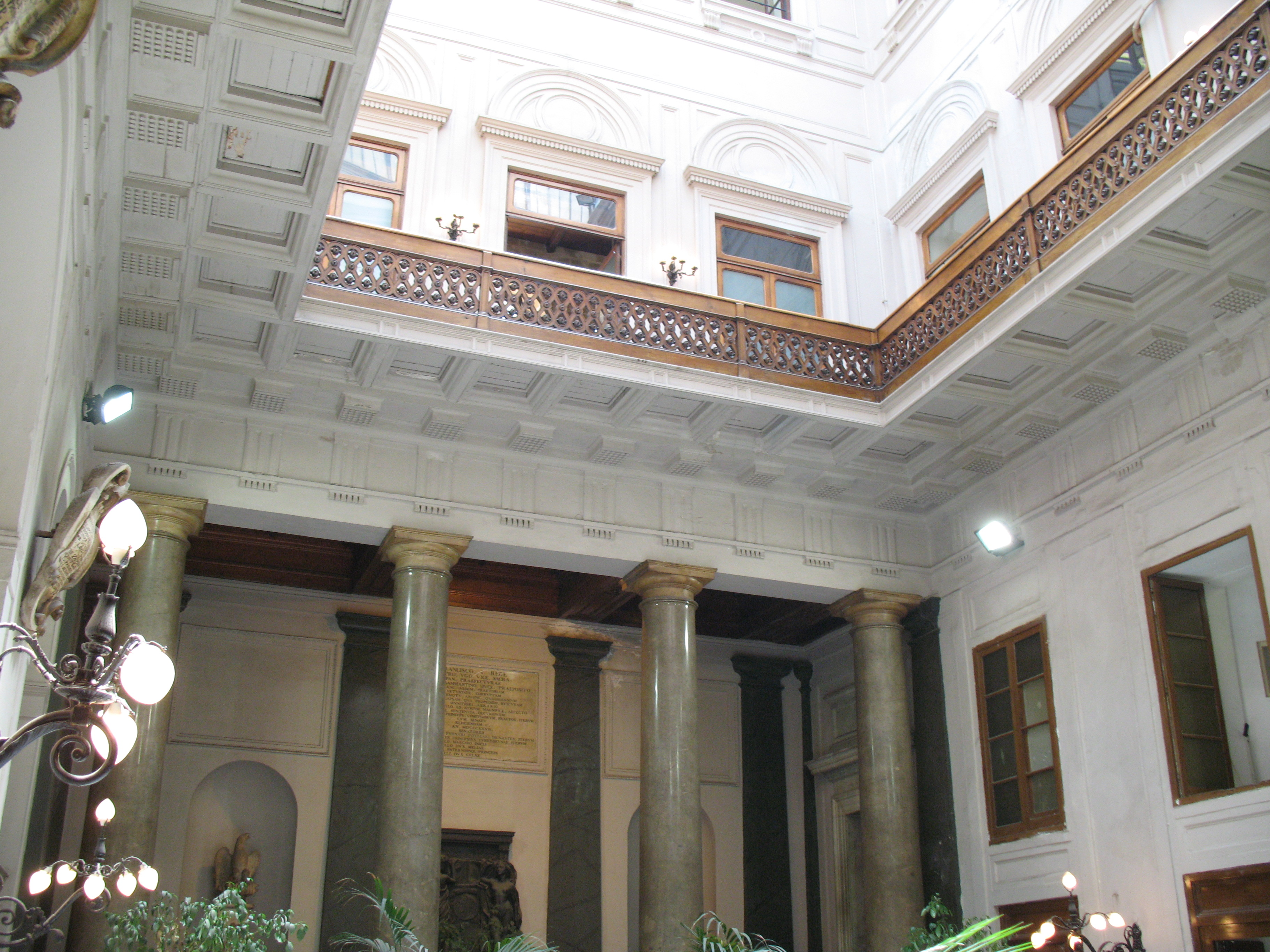
Il cortile interno.

## Galleria d'immagini

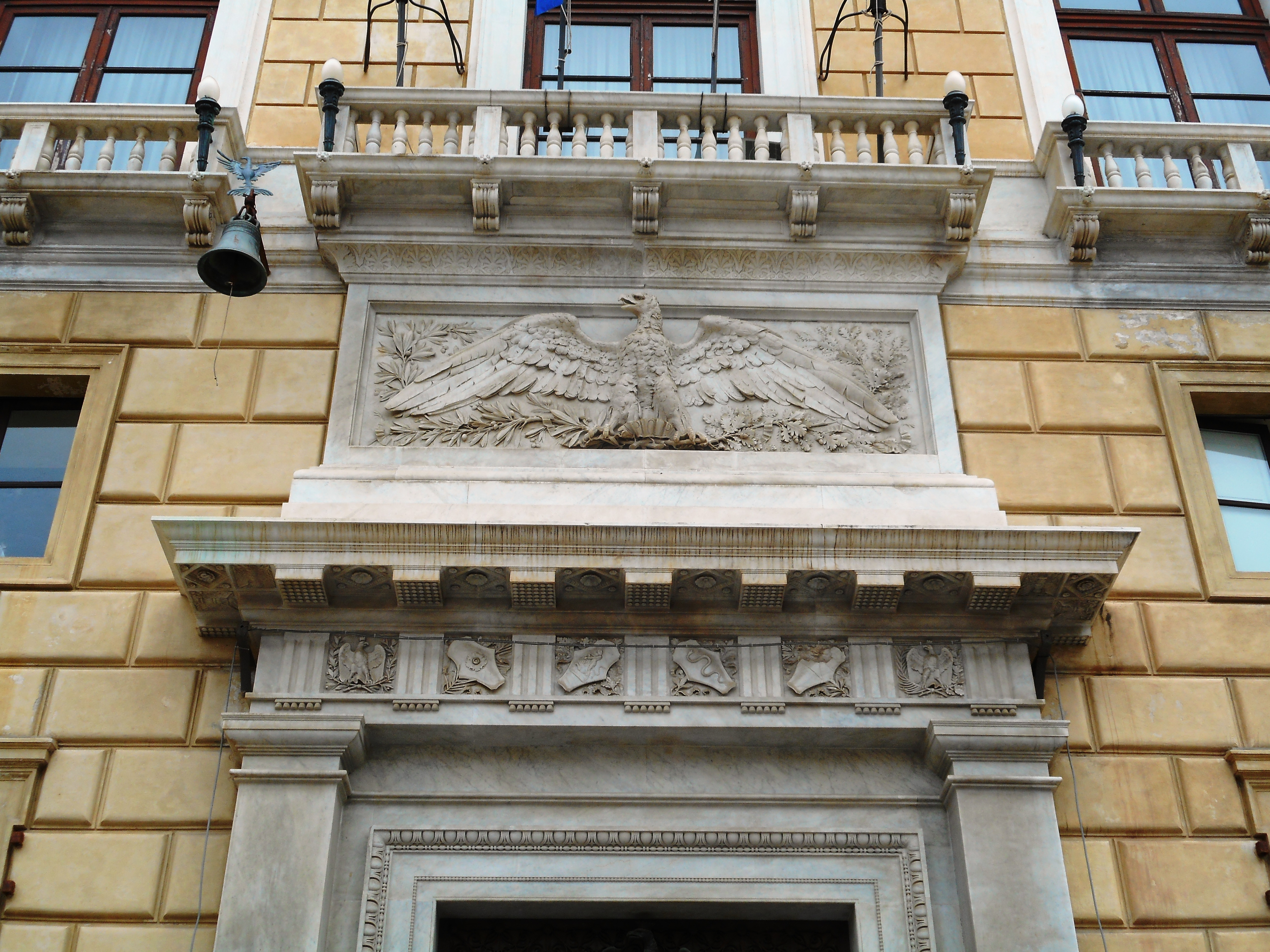
Portale esterno.
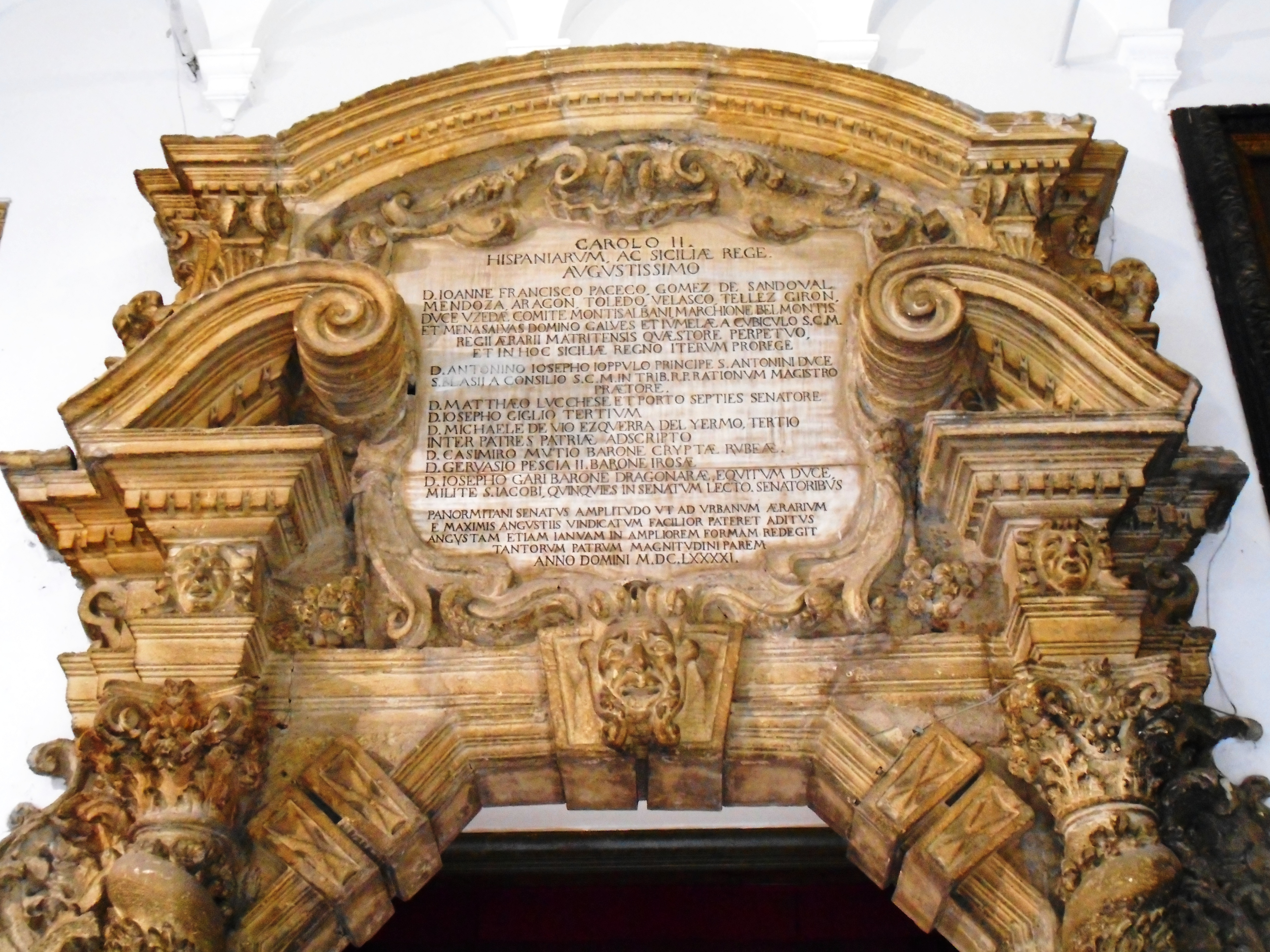
Portale interno.
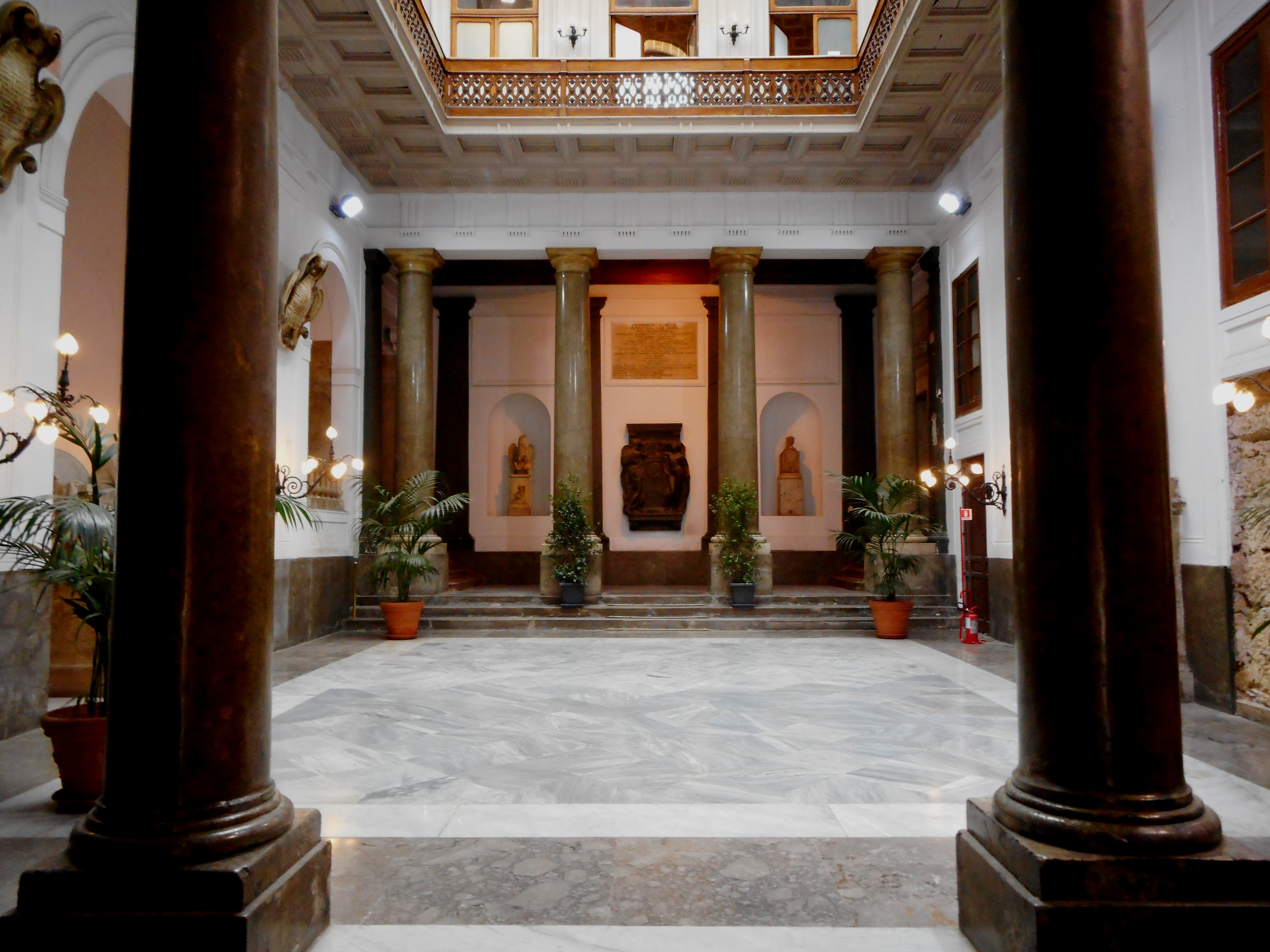
Cortile interno.
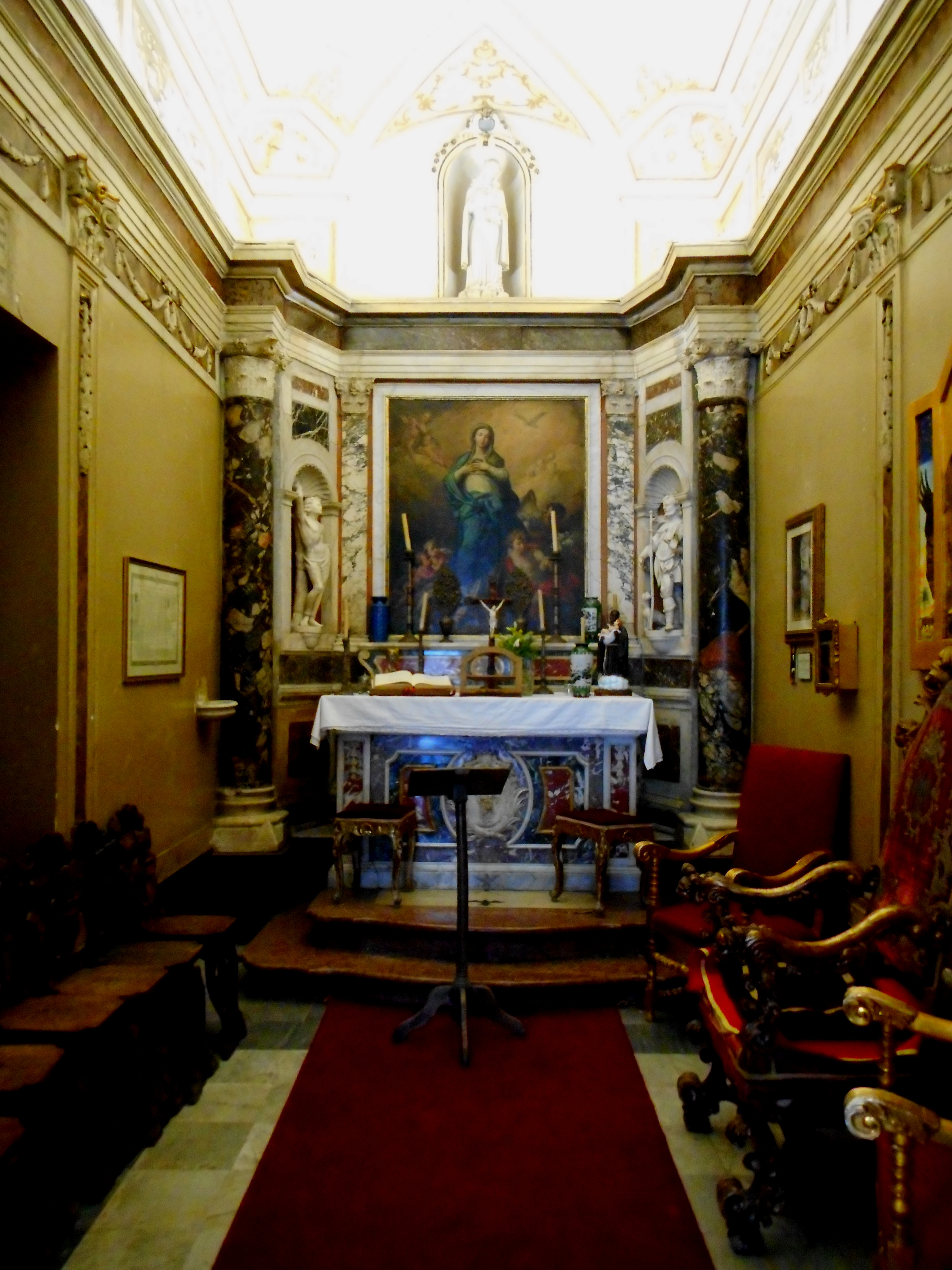
Cappella di Santa Rosalia.
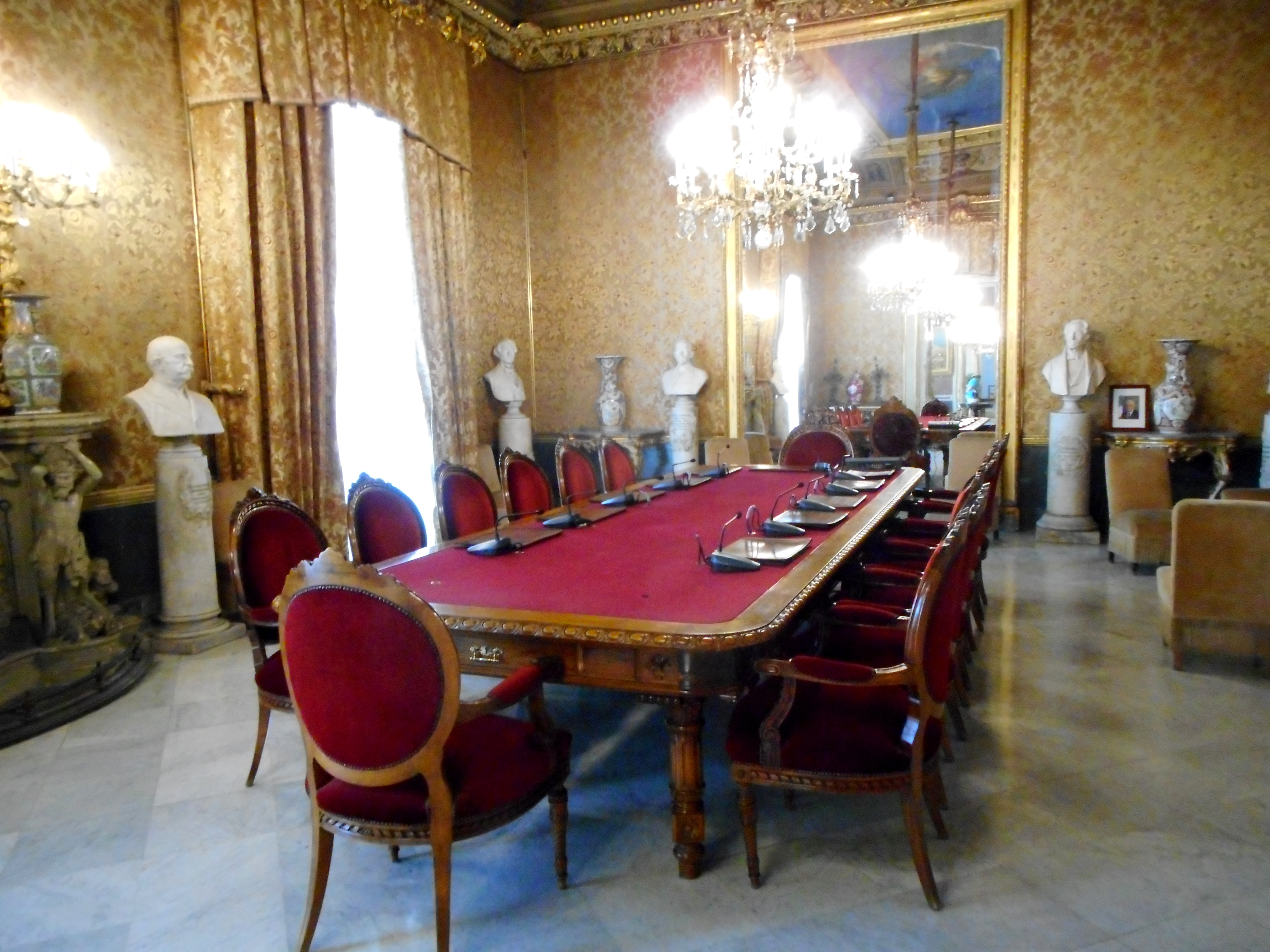
Sala dei busti o Sala Montalbo.
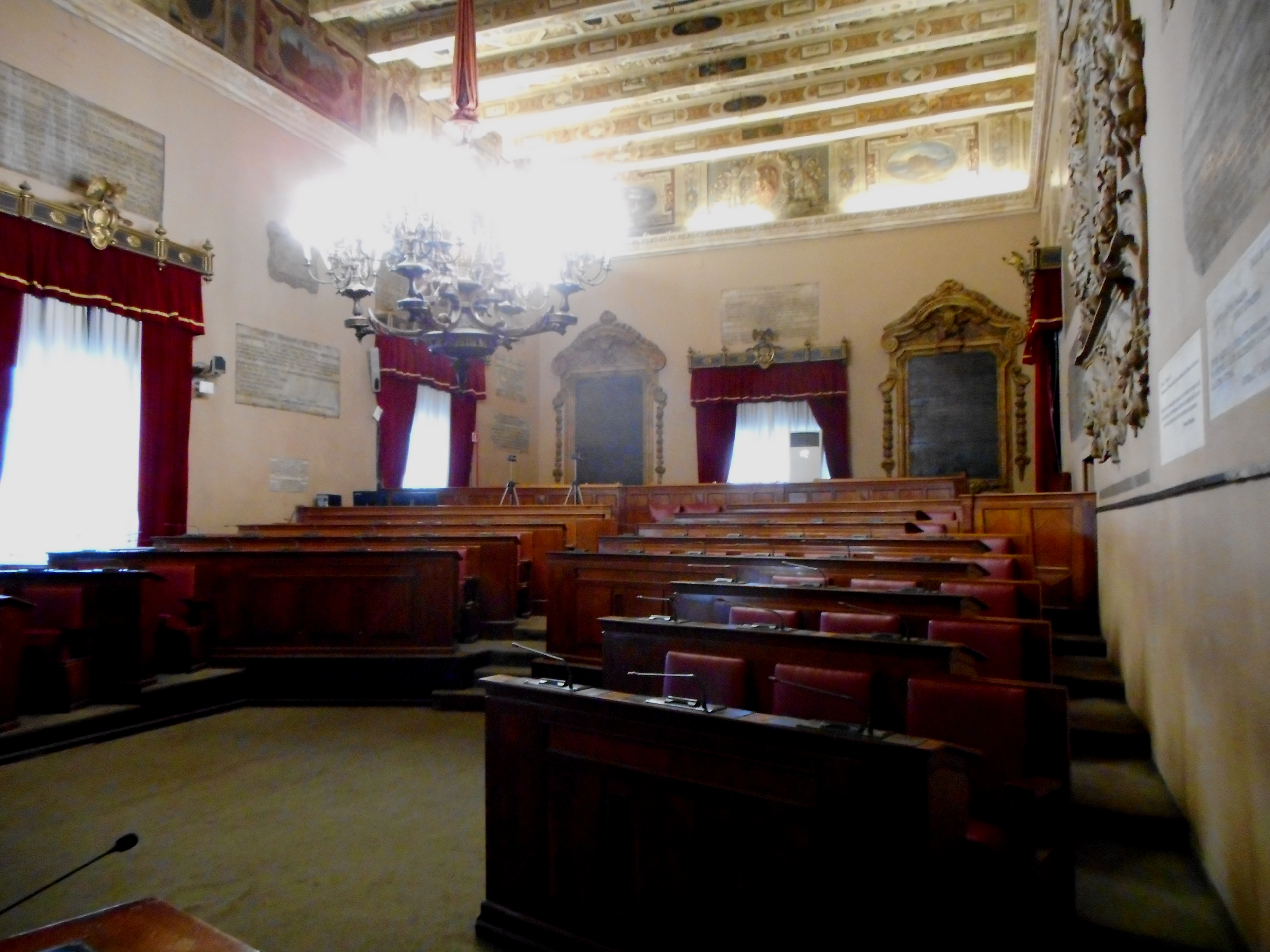
Sala delle Lapidi.
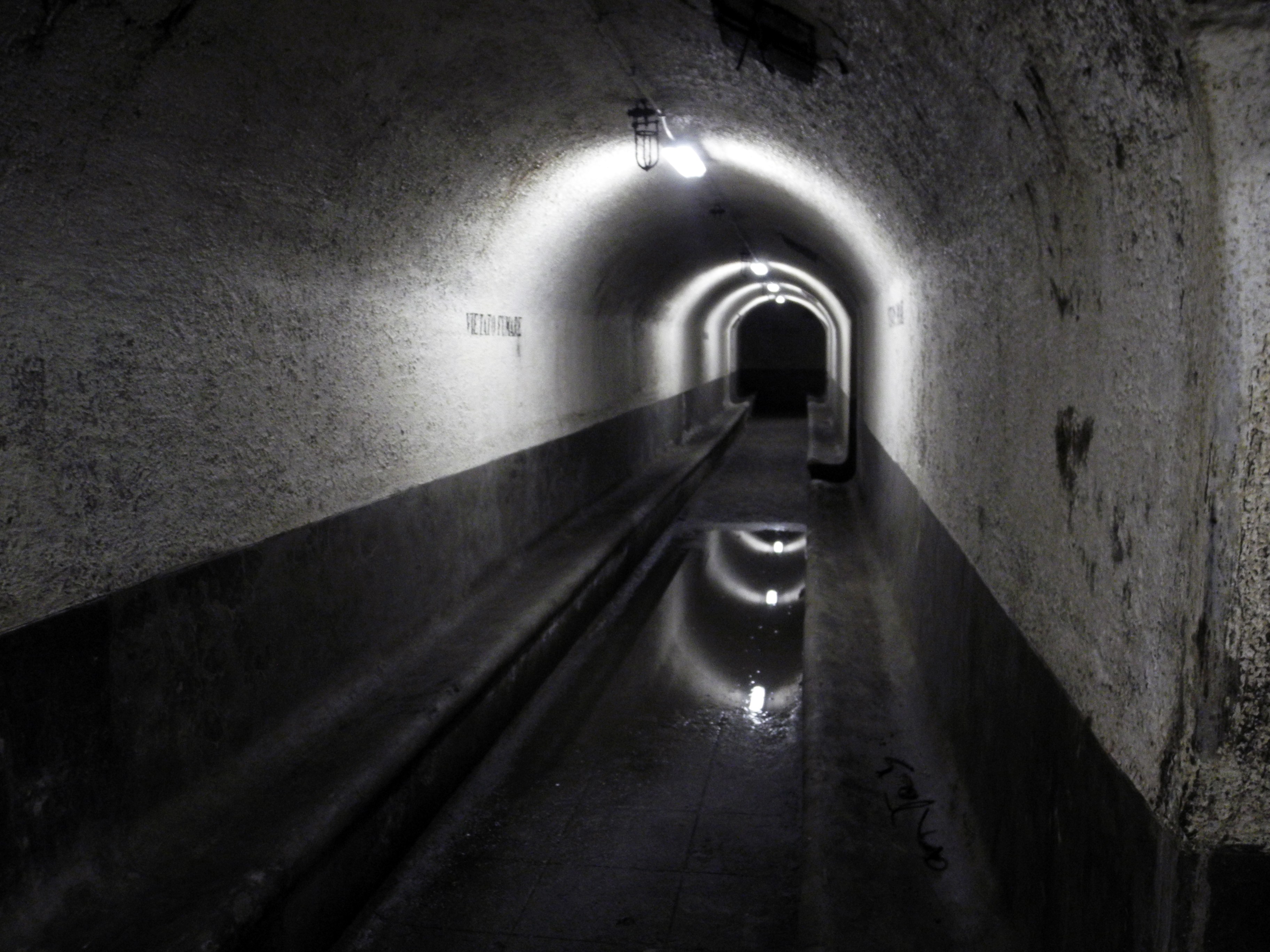
Il rifugio antiaereo al di sotto del Palazzo.